# Arquitetura de Porto Alegre

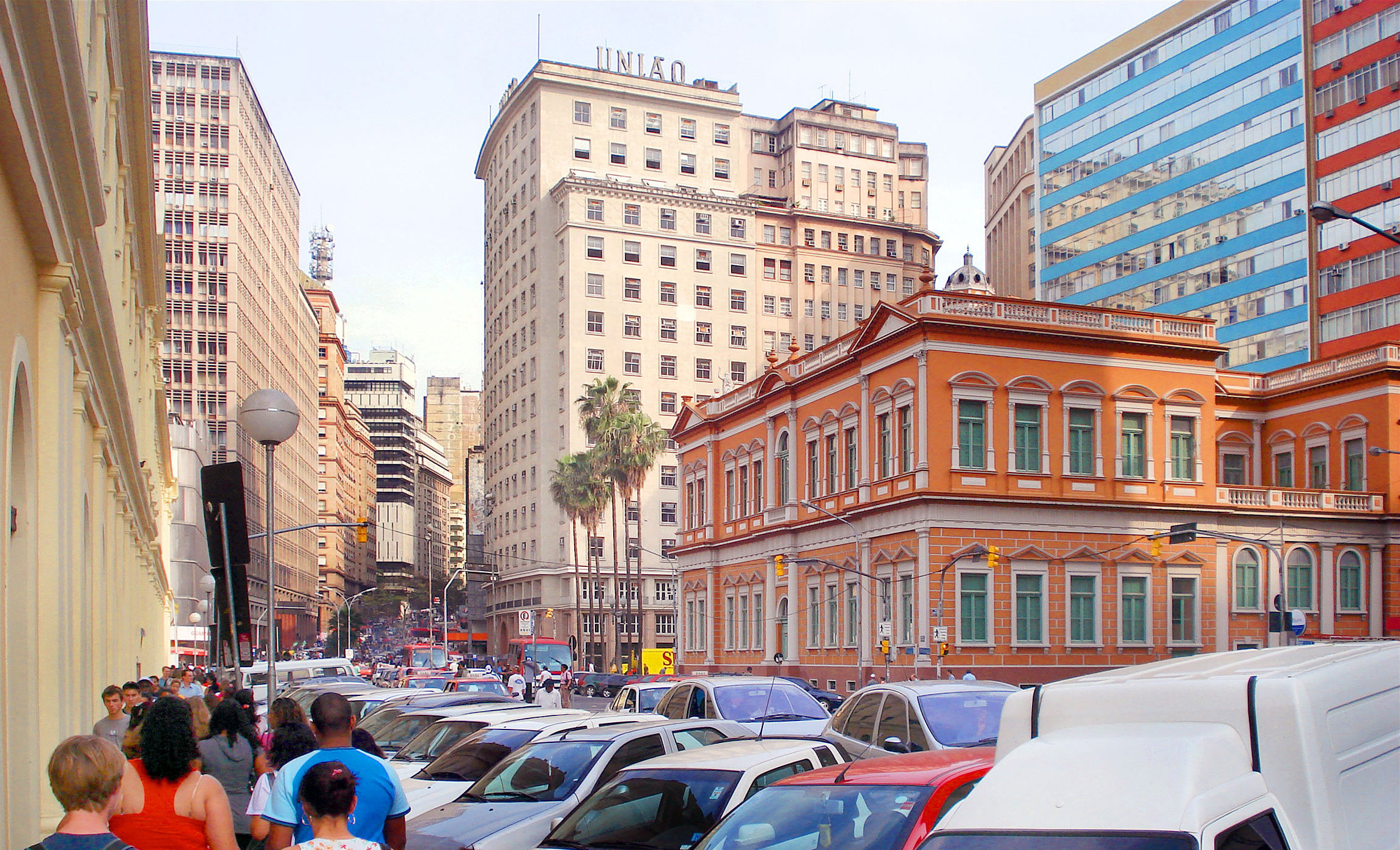
Ângulo do centro histórico de Porto Alegre com representantes de algumas das principais fases evolutivas da arquitetura da cidade.

Com uma história de mais de dois séculos, a arquitetura de Porto Alegre, capital do Rio Grande do Sul, no Brasil, é um mosaico de estilos antigos e modernos. Essa característica se mostra mais visível no centro da cidade, o núcleo urbano histórico, onde sobrevivem exemplares de arquitetura do século XVIII em meio a construções oitocentistas e contemporâneas.
A evolução arquitetônica de Porto Alegre não difere, em seu mecanismo geral, da maioria das outras grandes cidades brasileiras, embora tenha alguns elementos únicos. Sua condição de capital provincial quase desde o início naturalmente resultou em uma tendência à expansão e monumentalização. Com efeito, hoje é a maior cidade do estado, sede de uma Região Metropolitana, e uma das maiores cidades do Brasil. Ao longo dessa história, colecionou uma extensa série de edificações monumentais, muitas de extraordinário valor, e alguns projetos avançados de urbanismo, mas no conjunto não resultou uma planta muito coerente e nem revelou espírito de planejamento a longo prazo, crescendo em grande parte de maneira desorganizada e mal controlada, e estando os planos urbanísticos muito vinculados a oscilações políticas e econômicas. Iniciou sob o estilo colonial português, atravessou as escolas neoclássica, eclética e modernista, verticalizou-se, expandiu-se fundindo-se a cidades vizinhas, tendo se tornado metrópole. Agora, se renova sob a influência do pós-modernismo e da globalização, desenvolvendo um estilo híbrido e internacionalizante. Isso tem dado margem a críticas sobre a descaracterização de sua identidade, que se somam àquelas que deploram a extensa destruição de arquitetura antiga insubstituível na onda do "progresso" e da especulação imobiliária, que ainda agora continuam a fazer estragos em um patrimônio histórico constantemente ameaçado e cada vez mais raro.
Hoje a cidade reorganiza sua paisagem urbana com grandes obras de infraestrutura, especialmente viária, e ergue exemplares significativos de arquitetura contemporânea. Mas ao mesmo tempo enfrenta com sucesso desigual os desafios de crescimento de uma das maiores capitais do Brasil, com quase 1,5 milhão de habitantes. Ainda existe grande população a viver em favelas e sem acesso a serviços básicos, e cresce a insatisfação com os rumos que a administração pública tem adotado nas áreas de urbanismo, habitação popular, uso de áreas especiais, mobilidade urbana, preservação da natureza e outras. Projetos de revitalização urbana promovidos pelos governos estadual e municipal como o do Cais Mauá e do antigo Distrito Industrial, e um programa de concessões de parques e outros espaços públicos para a iniciativa privada, têm produzido intensas controvérsias.

## O estilo colonial português

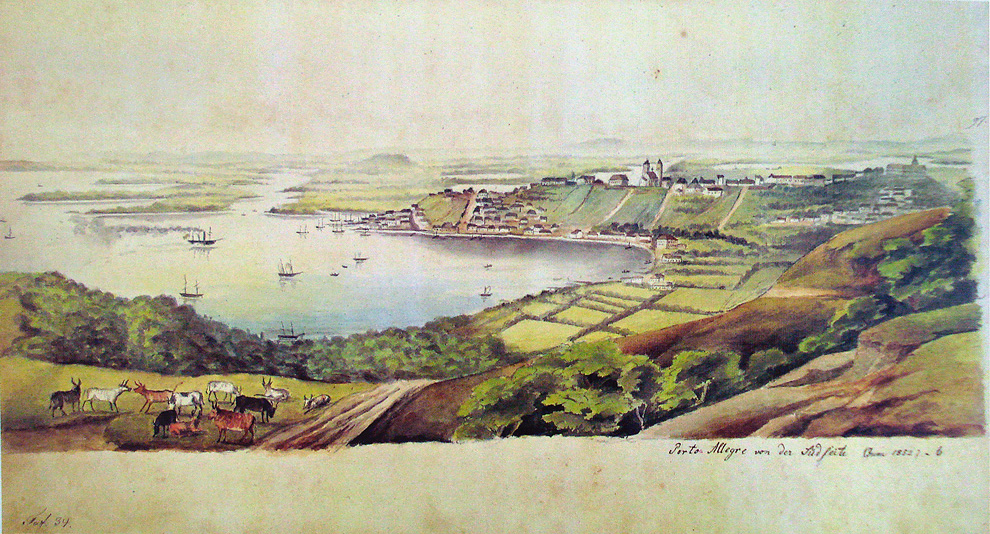
Vista sul de Porto Alegre em c. 1852. Aquarela de Herrmann Wendroth

Porto Alegre nasceu em virtude da ocupação do Rio Grande do Sul por estancieiros e sesmeiros portugueses no século XVIII, quando este território ainda pertencia legalmente à Coroa Espanhola. A povoação cresceria debruçada em torno de um ancoradouro natural no lago Guaíba, um vasto espelho d'água resultado da desembocadura de quatro grandes rios, protegida a leste e sul por uma suave cadeia de colinas, o que define muito da geografia do local e definiria igualmente muitas soluções arquitetônicas e urbanísticas da povoação. O lago, poucos quilômetros ao sul, se abre para a lagoa dos Patos, que tem comunicação com o mar em Rio Grande, dificultosa para os navios, mas bastante procurada, por ser o único porto e acesso marítimo para o interior em uma grande extensão litorânea que vai de Santa Catarina até o Rio da Prata. Com esta conformação hidrográfica e esta importância estratégica, em breve se tornaria sede administrativa de grande relevo na geopolítica do sul do continente. Transformou-se num florescente entreposto comercial e movimentado porto fluvial para navios de calado pequeno e médio vindos do mar através da Lagoa dos Patos, recebendo mercadorias, pessoas e até milícias e colonos que depois se distribuiriam por vasta região no entorno, tanto por terra como subindo pelos vários rios que ali desembocam. A partir dessa região, esses povos estabeleciam contato com povos da região das Missões, do Paraguai, da Argentina e do Uruguai, além de paulistas, fluminenses, espanhóis, e portugueses. Era um ponto de encontro de muitas culturas, e sua geografia permanece como parte importante de sua identidade cultural até a contemporaneidade.

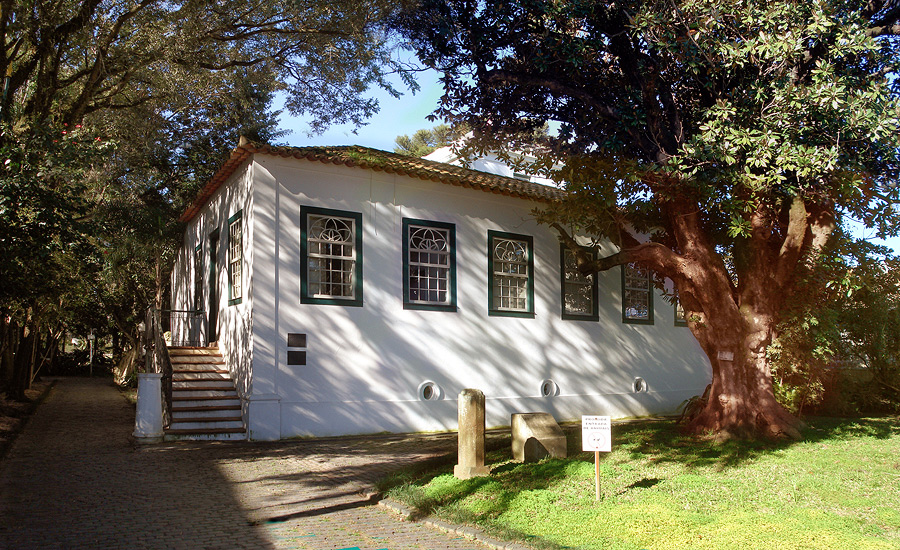
Solar Lopo Gonçalves, raríssimo sobrevivente da tipologia do solar rural, hoje envolto pela malha urbana.

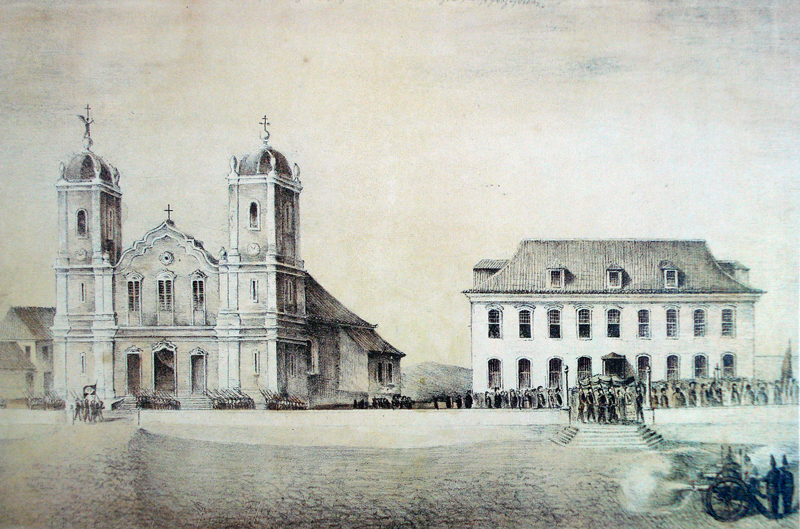
A antiga Matriz e o Palácio de Barro, os dois primeiros edifícios importantes da cidade. Aquarela de Herrmann Wendroth, c. 1851.

Em 7 de dezembro de 1744, Jerônimo de Ornellas recebeu, por Carta Régia, a posse de terras que ocupava desde 1732 para criação de gado, em torno do ancoradouro no Guaíba conhecido na época como Porto de Viamão. Viamão, de fato, se localizava a alguns quilômetros ao leste. Consolidando uma série de iniciativas antes esparsas de ocupação do estado, a partir de 1752 começaram a chegar famílias de imigrantes açorianos enviados pelo governo português, dando origem ao centro histórico da futura Porto Alegre, e também a alguns conflitos com o primeiro sesmeiro, Ornellas. A área foi então desapropriada e disponibilizada legalmente para os colonos já assentados, mas a partilha e entrega efetiva dos lotes individuais só aconteceria em 1772. Em 1760 toda uma grande região em torno, que ia desde a Depressão Central, o nordeste e todo o litoral, já ocupada de facto pelos portugueses, foi organizada na Capitania do Rio Grande de São Pedro. Povos nativos que viviam na área foram paulatinamente afastados ou exterminados.
Em 1772 o povoado foi elevado à condição de freguesia, posta sob a proteção de São Francisco das Chagas e denominada oficialmente Freguesia de São Francisco do Porto dos Casais, em alusão aos casais açorianos seus fundadores, desvinculando-o da vila de Viamão, então sede da Capitania. Já se começava a pensar em organizar a futura malha urbana. O governador José Marcelino de Figueiredo ordenou, então, ao capitão de engenharia e cartógrafo Alexandre José Montanha, que traçasse uma planta. Ele organizou o traçado em torno do Alto da Praia, colina junto à beira do lago de onde se tem uma visão desimpedida de todo o entorno, embrião da Praça da Matriz, núcleo vital do povoado que concentraria suas principais edificações públicas e, em seguida, atrairia a elite para morar.

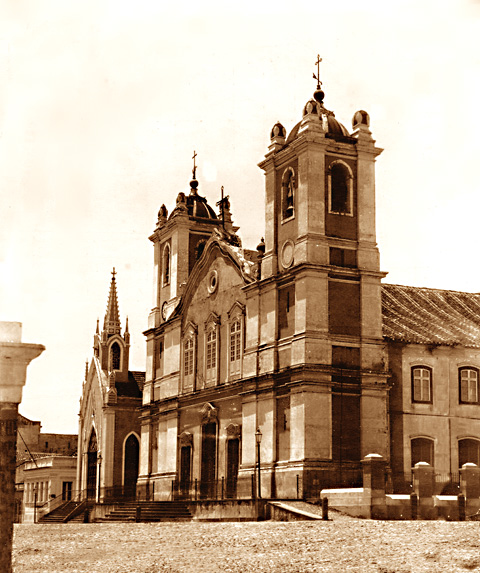
Fotografia da antiga Matriz em 1900, ainda em sua configuração original. Ao seu lado, a capela da irmandade do Império do Espírito Santo, uma das primeiras manifestações do estilo neogótico na cidade.

Nesses primeiros anos, o que se construiu foi naturalmente muito modesto e as edificações se resumiam a pequenas habitações de barro cobertas de palha espalhadas irregularmente à beira do Guaíba. O primeiro logradouro público a surgir foi um cemitério, junto ao lago, mas logo transferido para o Alto da Praia. A freguesia se tornou capital em 1773 apesar de nem ser ainda uma vila oficialmente (isso só ocorreria em 1809, com instalação efetivada em 1810). A razão da transferência do polo político para lá, povoado ainda tão inexpressivo, se deve, ao que consta, à sua feliz situação geográfica. Com isso surgiram novas necessidades de infraestrutura. Entre elas, providenciou-se à construção do chamado "Palácio de Barro", primeiro edifício importante da pequena urbe, erguido em 1773 a mando do governador com projeto de Montanha, destinado a receber a administração geral da Capitania. O prédio ficou pronto em 1789 e foi usado até 1896, quando foi demolido. Tratava-se de um palacete de dois pisos principais e uma água-furtada, com organização simétrica - uma porta central com quatro janelas de cada lado. Acima, uma fileira de janelas, e um telhado de quatro águas como cobertura. As aberturas tinham arco abatido, típico do Barroco colonial, sendo que as superiores recebiam uma cornija ornamental, também em curva.

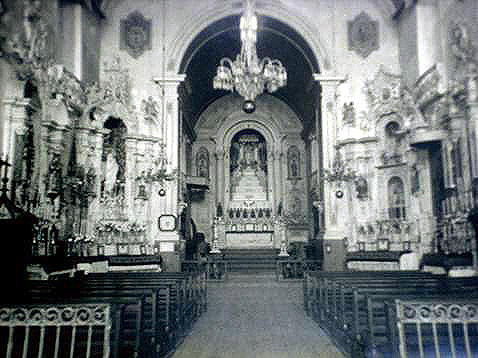
Interior da antiga Matriz

Ao crescer e enricar, melhorava também a qualidade da construção civil, deixando-se o provisório para adotar-se o estilo típico colonial comum a todo o Brasil, herança portuguesa, mais permanente, volumoso, complexo e ornamental, e que se descreve esteticamente como uma derivação do Barroco. Também é frequentemente citada uma ligação especial com a versão açoriana deste Barroco, já que as primeiras levas de colonos procediam dos Açores, que desenvolvera rica tradição arquitetônica, embora essa herança seja controversa.
Entretanto, o projeto mais ambicioso desse início de povoamento foi a Igreja Matriz, cuja construção foi ordenada na provisão eclesiástica que criou a freguesia. As obras começaram em 1780, a partir de um desenho enviado pronto pela Arquidiocese do Rio de Janeiro, e cuja autoria é desconhecida. Seu traçado era de um Barroco tardio, ou Rococó, muito simples, quase sem qualquer ornamento externo. Seu elemento mais característico era o delicado ondulado de seu frontão, de resto seguia o plano funcional da igreja Católica durante a colônia: uma fachada de dois pisos em esquema tripartido, com aberturas decoradas, com um frontão ornamental e duas torres laterais para os sinos. Por dentro, como foi a praxe colonial, era mais luxuosa, com um vestíbulo sob o coro, uma nave, uma capela-mor decorados com talha em madeira, com um retábulo cenográfico ao fundo, altares secundários em nichos laterais e estatuária. A primeira Matriz de Porto Alegre não foi excepcionalmente rica, mas tinha uma decoração interna bastante significativa em um estilo Rococó flamejante e vigoroso, similar ao que ainda hoje podemos ver na Matriz de Viamão. Sua construção se arrastou por muitos anos, e mesmo sem estar totalmente pronta, já precisava de restauros, como se percebe numa ordem do Conde de Caxias em 1846 mandando terminar a torre esquerda, rebocar o externo e consertar o telhado que já se estava arruinando. Da mesma época e erguida no mesmo sítio é a Casa da Junta, datada de 1790, em estilo muito próximo do Palácio de Barro, mas de menores dimensões. É o mais antigo edifício da cidade ainda existente, e serviu como sede da Assembleia Legislativa e da Junta de Administração e Arrecadação da Fazenda. Seu aspecto atual não é inteiramente original, tendo sido remodelado no século XIX.

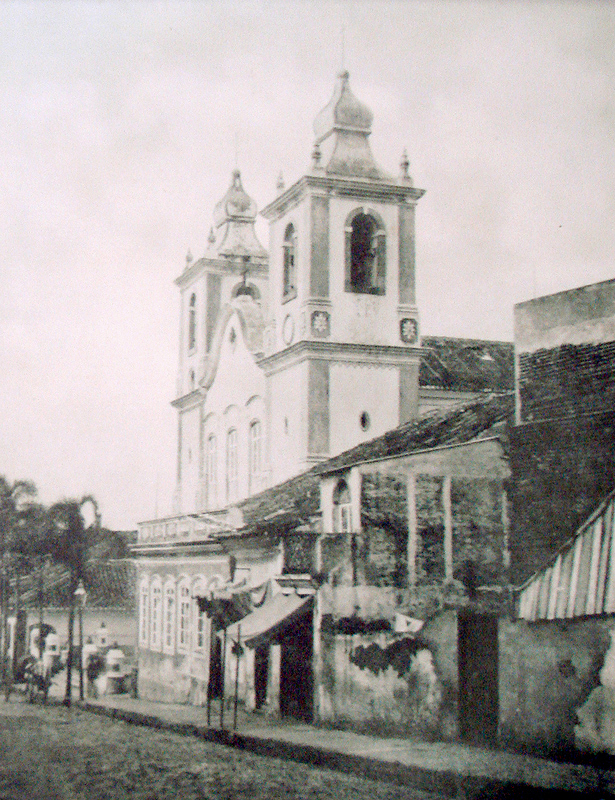
Antiga Igreja do Rosário, demolida em 1951

A herança do estilo colonial se manteve forte na cidade até fins do século XIX, especialmente na arquitetura popular, muito austera, com ornamentos resumidos a um gradil de ferro trabalhado nas aberturas do piso superior, transformadas em portas, e mais raramente um revestimento de azulejos na fachada. Pelas necessidades impostas pelo modelo urbano da época, em parte por questões de segurança e facilidade de defesa numa época de constantes conflitos militares, as fachadas ficavam pegadas umas às outras, construídas sobre o alinhamento das vias públicas, com paredes laterais sobre os limites dos terrenos, deixando-se quintais para os fundos. As habitações podiam ser de um ou dois pisos e, erguidas sobre terrenos longos e estreitos, seus aposentos se distribuíam em fila, na maioria mal ventilados e mal iluminados, alguns sem qualquer abertura para o exterior, as chamadas alcovas. Nas extremidades da fila se abriam dois aposentos maiores, uma sala de visitas à frente e uma sala multiuso ao fundo, servido de cozinha, comedor e área de serviço. Seu material era o adobe ou o tijolo, com cobertura de telhas que acabavam por vezes em beirais curvos. Levavam um reboco e caiação por fora, e as aberturas tinham moldura aparente em madeira. Um dos exemplares mais antigos que chegou aos dias de hoje desse gênero urbano de residência é a Casa Ferreira de Azevedo, porém em estado ruinoso, tombada pelo Município mas abandonada pelos proprietários.
A elite, por sua vez, construía casas bem mais amplas e decoradas interiormente com crescente luxo, às vezes dispondo de extensos jardins e edificações secundárias, como o Solar dos Câmara, a mais antiga construção residencial da cidade ainda de pé, hoje transformado em centro cultural. Foi construído pelo Visconde de São Leopoldo entre 1818 e 1824, sendo bastante reformado em 1874. Nos arrabaldes e na zona rural permanecia como gênero mais importante o solar, concebido como mera casa de campo de uso eventual ou como sede de uma unidade produtiva mais ou menos auto-suficiente. Geralmente constituía um conjunto arquitetônico composto de uma casa senhorial cercada de benfeitorias, como paióis, senzala e depósitos. É um bom exemplo o Solar Lopo Gonçalves, construído provavelmente entre 1845 e 1855, ainda em excelentes condições, e hoje sede do Museu Joaquim Felizardo.
No campo religioso, é importante a Igreja das Dores, de 1807, a mais antiga de Porto Alegre ainda sobrevivente e declarada Patrimônio Nacional pelo IPHAN. Embora sua projetada fachada colonial tenha sido modificada no início do século XX, seu interior está praticamente intacto, e exibe uma rica talha dourada. Uma década mais tarde seria lançada a pedra fundamental da Igreja do Rosário, também em estilo Barroco colonial, demolida em 1951 entre grande controvérsia. Da mesma estética era a Capela Senhor dos Passos, remodelada como edifício Neogótico em 1909. Em 1851 foi dado início à Igreja da Conceição, traçada e decorada por João do Couto Silva, a única igreja em estilo colonial que se conservou toda em seu estado primitivo. Na sua talha, muito rica, se notam também traços neoclássicos. Em todas sobrevive importante estatuária.

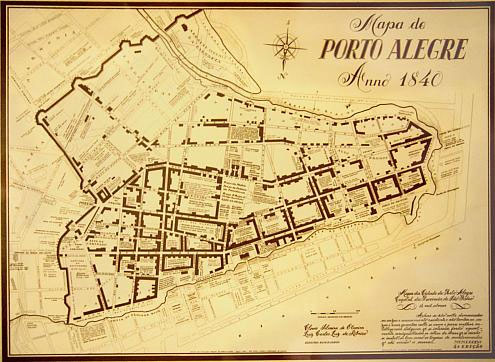
Planta da cidade em 1840
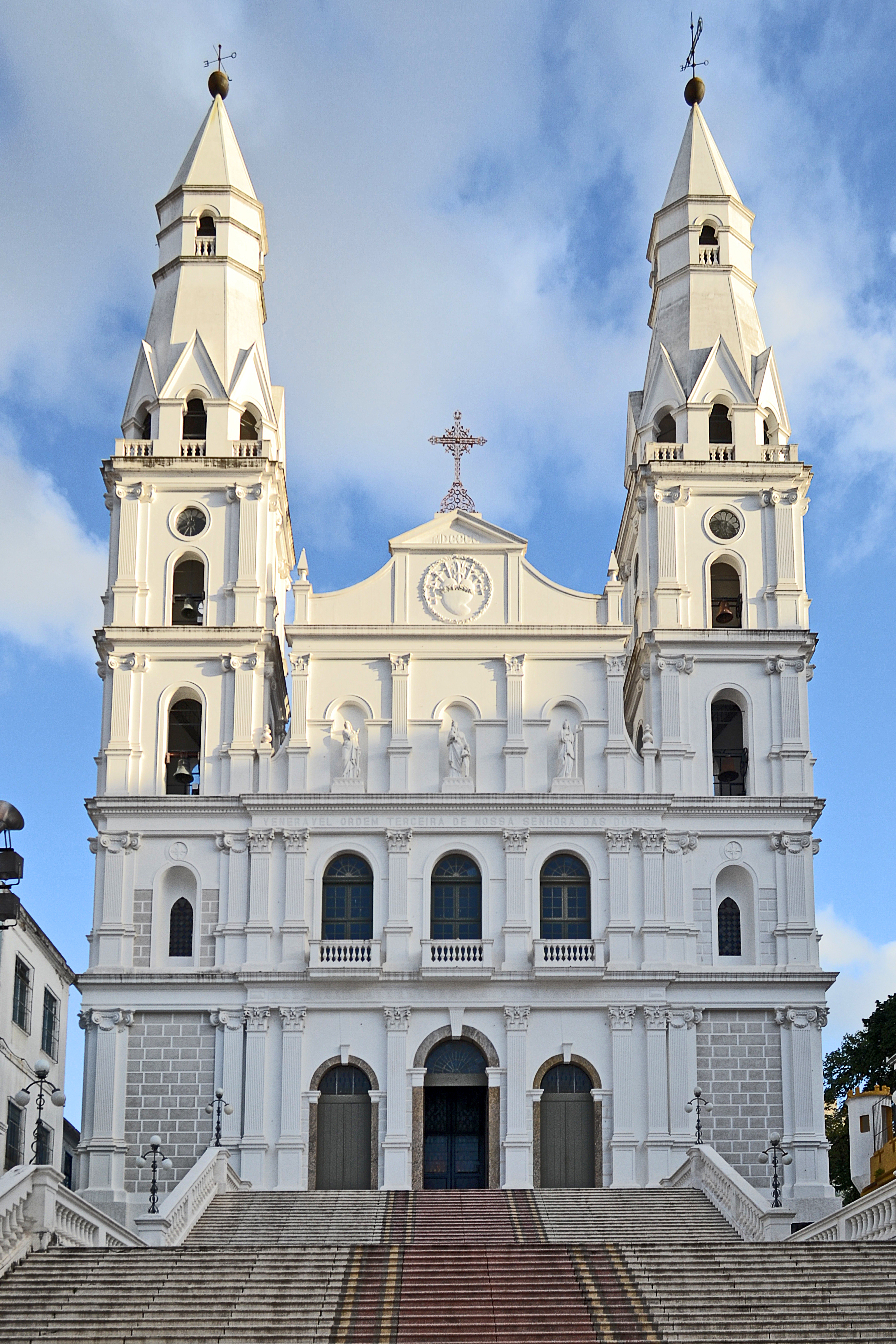
Igreja das Dores
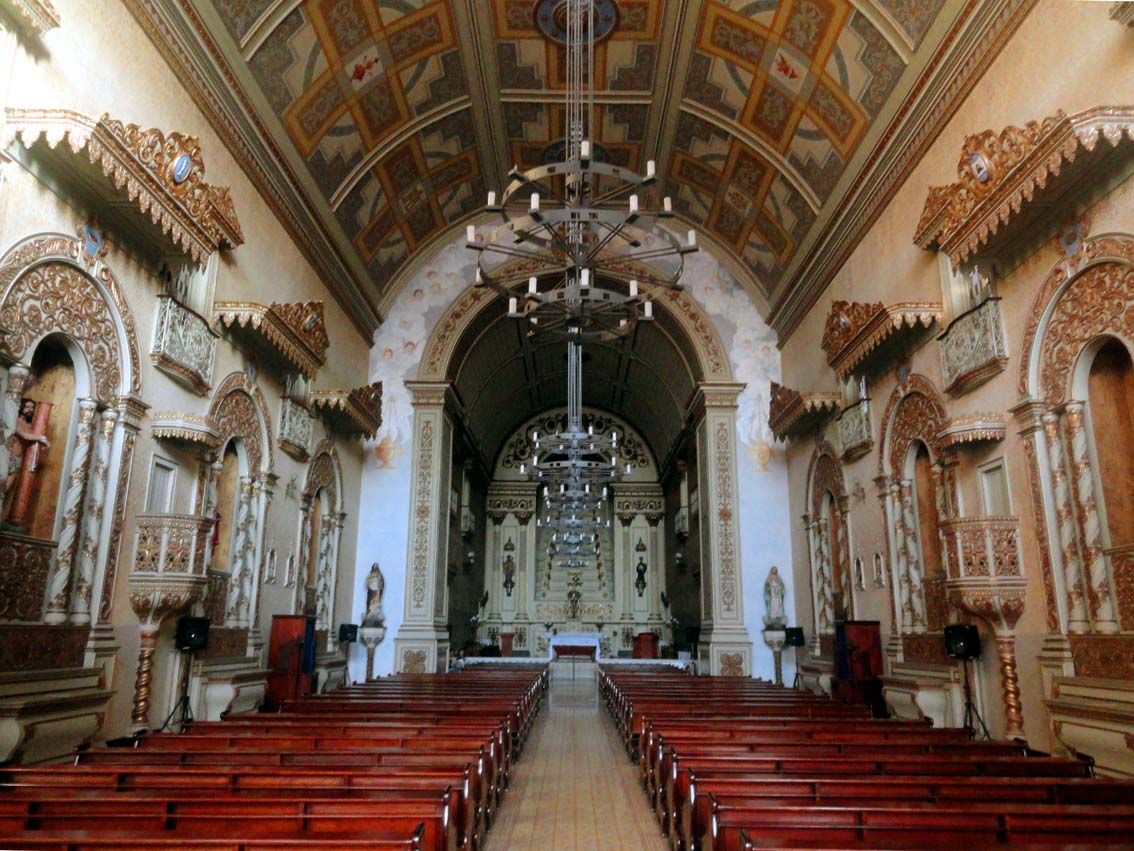
Interior da Igreja das Dores.
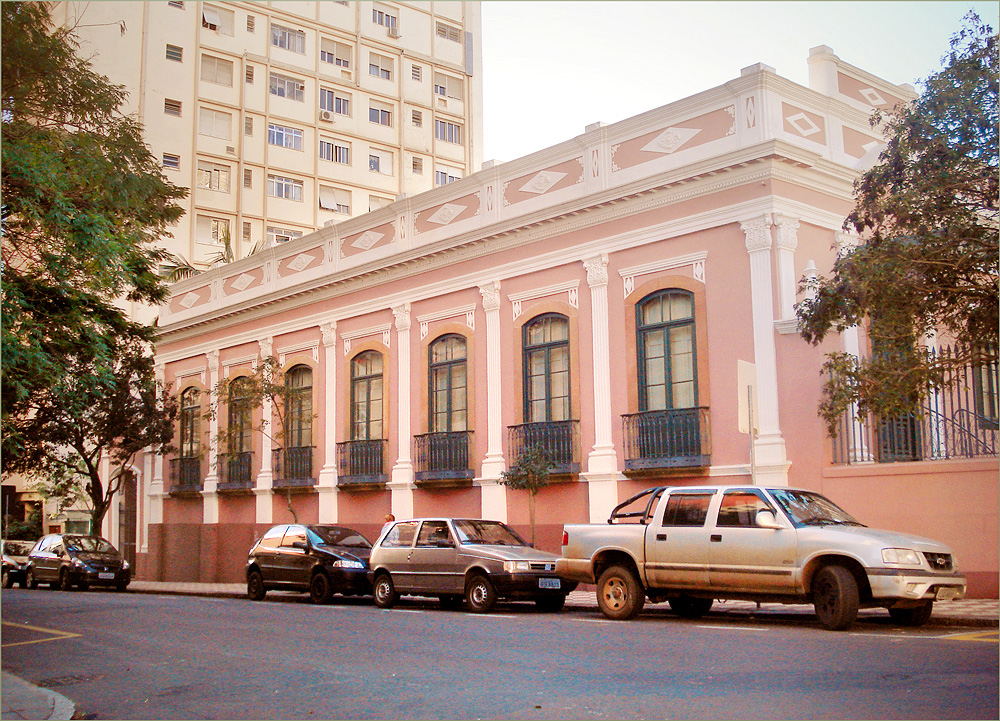
Solar dos Câmara

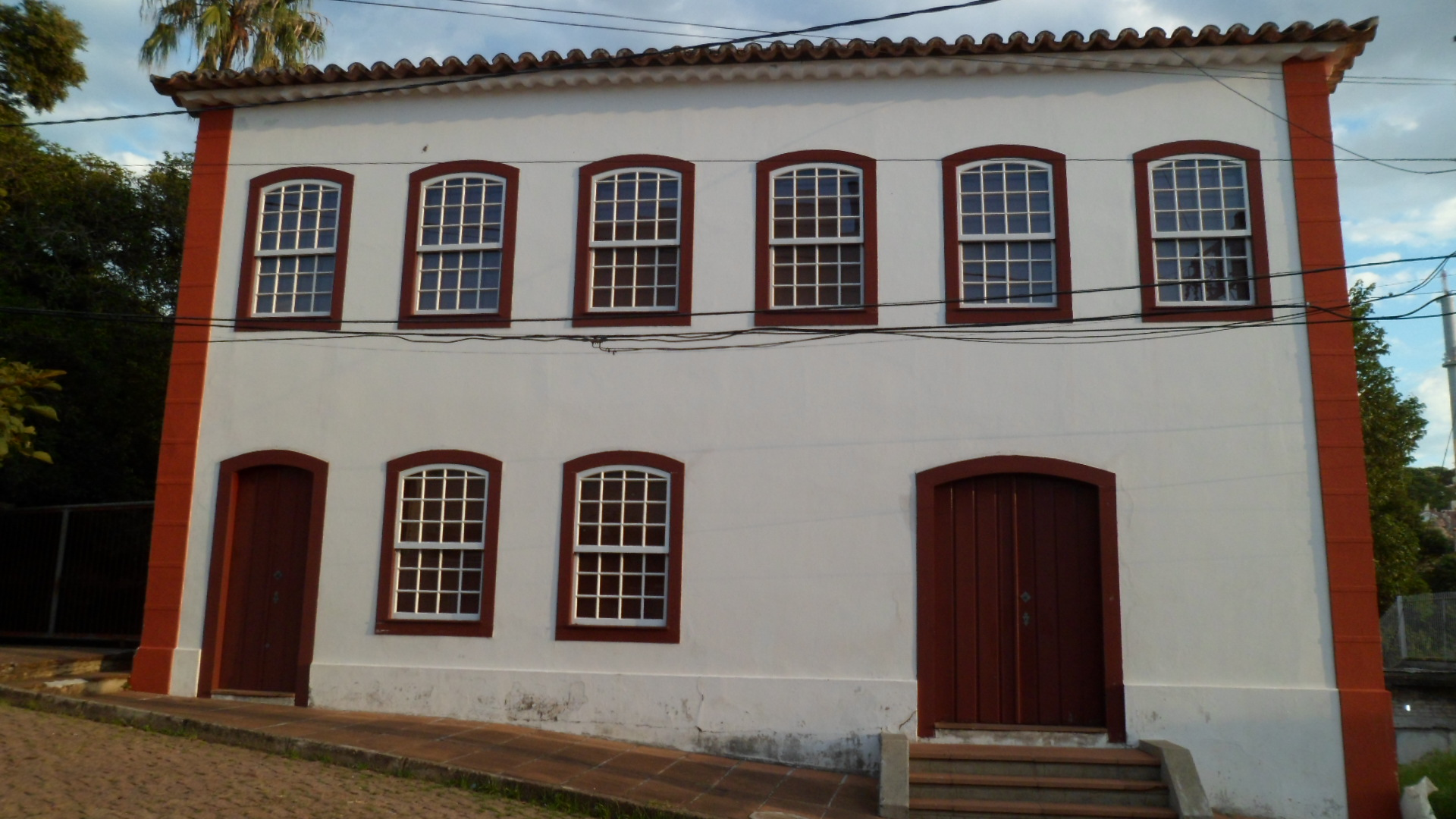
Solar da Travessa Paraíso, um dos últimos remanescentes da arquitetura colonial da cidade, construído por volta de 1820
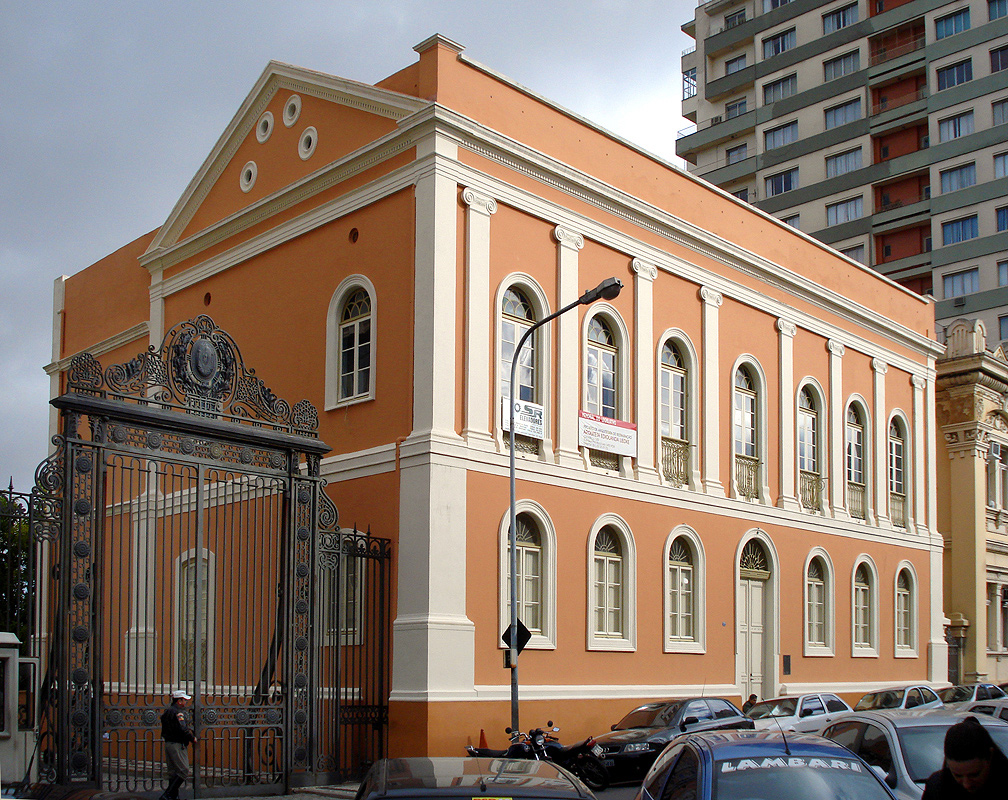
Casa da Junta, cujo primeiro pavimento data de 1790, sendo por isto considerado o mais antigo prédio remanescente do período colonial
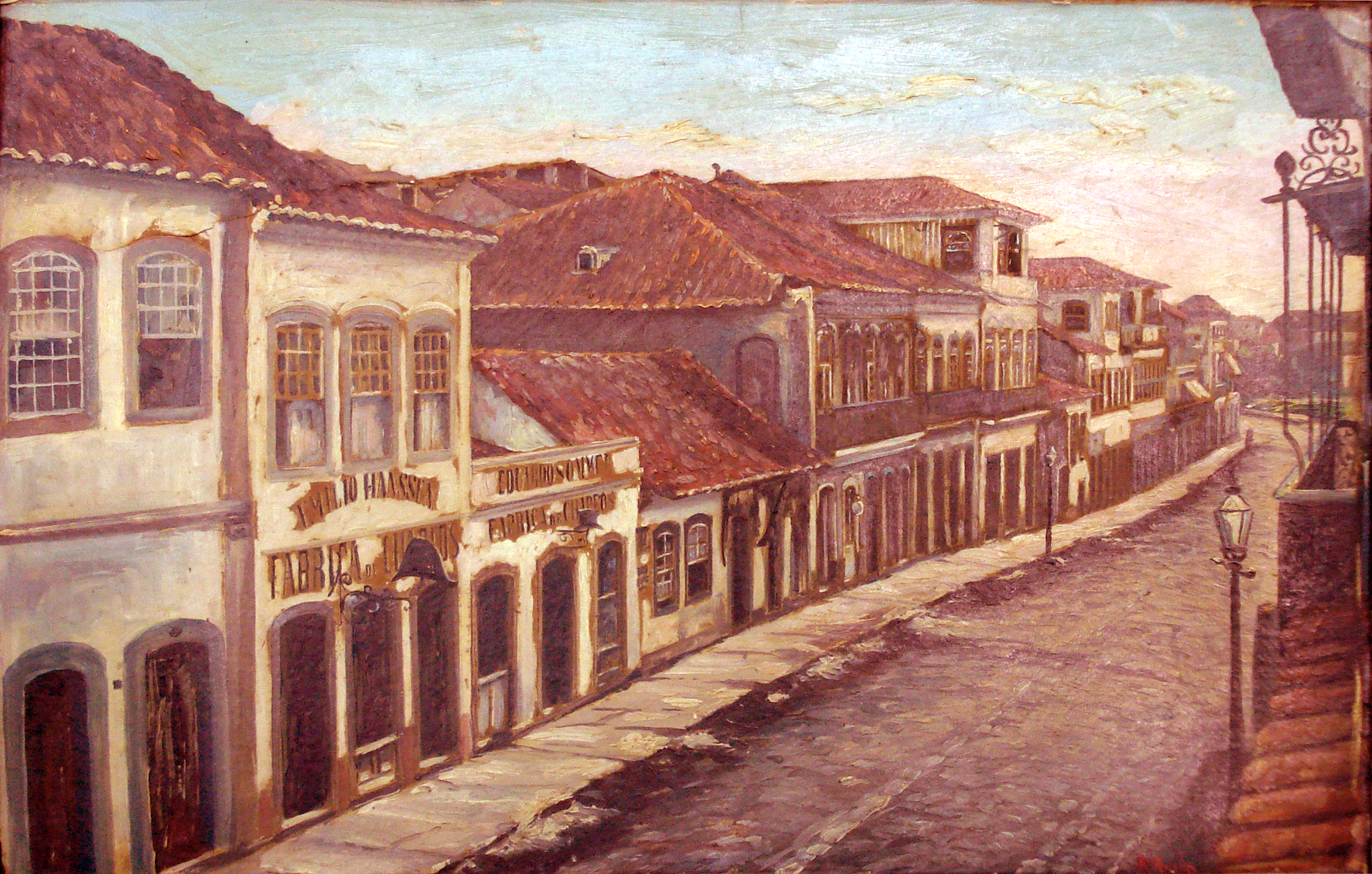
Athayde d'Avila: Rua da Praia, c. 1880. Imagem do centro da cidade no fim do século XIX, ainda com presença maciça de casario colonial.
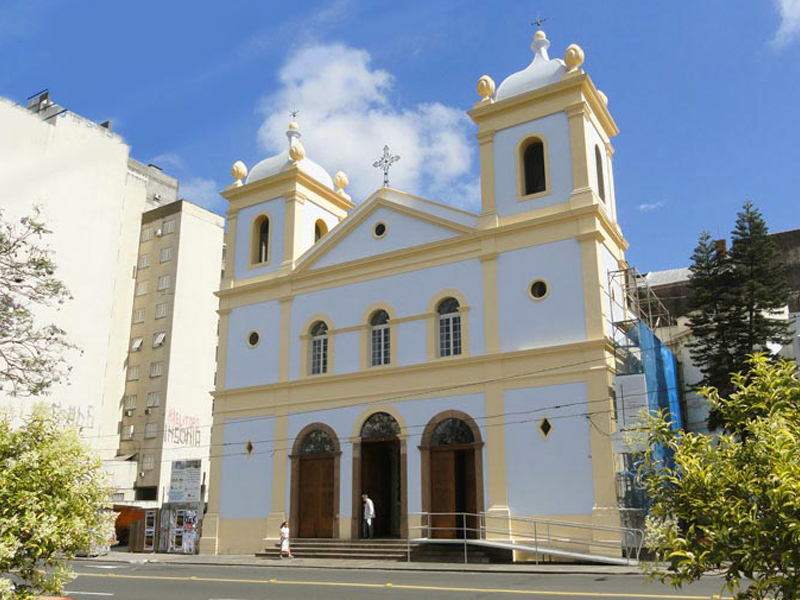
Igreja da Conceição, fundada em 1851

## Neoclassicismo e Ecletismo
Em meados do século o Neoclassicismo já se tornara uma influência importante, e mesclado ao antigo colonial, deu origem a uma variedade de soluções ecléticas, tendência que iria dominar o panorama até a década de 1930. De perfil neoclássico o mais importante remanescente é o prédio da Cúria Metropolitana, construído a partir de 1865 com projeto de Jules Villain (ou Villiers), alterado em detalhes por Johann Grünewald, compondo um majestoso conjunto de dimensões palacianas que foi saudado por Athos Damasceno como sendo o único monumento da cidade digno desse nome:
"Vasto, com seu muralhão de fortaleza arrematado no alto pela cintura rendada dos balaústres, impressionaria só pelas proporções se, ao cabo da escadaria extensa, não se erguesse, imponente, o frontão clássico triangular sobre a ordem severa das colunas lisas. (…) No centro - a área quadrada dos claustros, com as arcadas simples sobre pilares maciços, os corredores longos batidos pelo sol, e o bom silêncio conventual que leva a gente às meditações".

Theatro São Pedro, neoclássico.

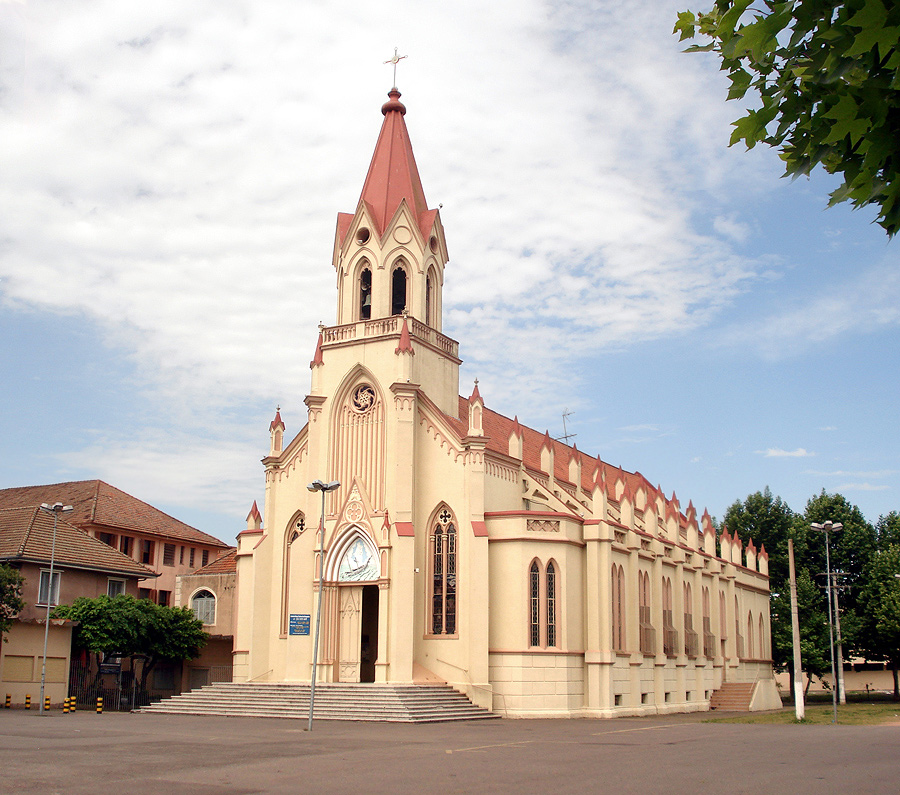
Igreja de Navegantes, uma das primeiras construções neogóticas.

Segue-lhe em imponência, mas sobrepujando-o largamente em fama, o Theatro São Pedro, cujo projeto foi elaborado no Rio de Janeiro e executado por Phillip von Normann. Inaugurado em 27 de junho de 1858, com capacidade para 700 espectadores e decoração em veludo e ouro, numa época em que Porto Alegre tinha pouco mais de vinte mil habitantes, é o mais antigo teatro da cidade. Sofreu uma degradação acentuada e quase foi demolido nos anos 1970, mas felizmente está recuperado. O Theatro foi concebido com um edifício gêmeo, que se levantou do outro lado da rua, o antigo Tribunal de Justiça, mas este foi consumido pelo fogo nos anos 1950. O neoclassicismo mais puro deixou escassos remanescentes, entre eles a Casa Torelly e a Capela do Bonfim.
Logo o Ecletismo predominaria. Um imponente exemplo é o Mercado Público, planejado pelo engenheiro Frederico Heydtmann em 1861. A construção teve sua pedra fundamental lançada em 1864, sendo inaugurado em 1869, e substituiu o mercado anterior, mais acanhado. O conjunto sofreu modificação substancial nos anos 1910 com a adição de um segundo piso, preservando porém o estilo. De caracterização estilística semelhante são o Museu do Comando Militar do Sul, um edifício de grandes dimensões, inaugurado em 1867, construído pelo mestre-de-obras Manoel Alves de Oliveira como um anexo do Arsenal de Guerra; o prédio da 8ª Circunscrição de Serviço Militar, erguido sobre uma construção anterior que abrigava os Armazéns Reais, e o Palácio Provisório, cujo desenho, do engenheiro Francisco Nunes de Miranda, foi posteriormente modificado pelo engenheiro Antônio Mascarenhas Telles de Freitas. As obras do Palácio Provisório iniciaram em 1857 e o projeto incluía soluções estruturais avançadas para a época, como a laje de cobertura com sistema de perfis em aço duplo "T " combinado com tijolos por compressão, formando pequenos arcos. Outro grande edifício eclético foi a Casa de Correção, mais tarde demolida, de distribuição neoclássica e detalhamento que remetia à arquitetura militar. Mas o exemplo mais monumental do Ecletismo portoalegrense é o conjunto histórico do Hospital Psiquiátrico São Pedro, que segundo os técnicos do IPHAE é
"a maior área edificada de interesse social que o século XIX legou à Província. Com 12.324 m2, o conjunto arquitetônico centenário é composto por seis pavilhões de dois pavimentos voltados para o sul e ligados transversalmente por um pavilhão na direção leste-oeste. Com linhas ecléticas, predomina na área histórica do São Pedro a arquitetura neoclássica".
Outro elemento estético que veio acrescentar diversidade ao Ecletismo portoalegrense foi o Neogótico, que ficou restrito à esfera religiosa. Presente na cidade desde meados do século XIX, suas primeiras manifestações foram discretas - uma pequena capela na Praça da Matriz, o Império do Espírito Santo, e as balaustradas modificadas da Cúria Metropolitana. O estilo só ganhou visibilidade de fato com a construção, no início do século XX, de diversos templos importantes: a reforma neogótica da Capela dos Passos, já citada, a Igreja de Nossa Senhora dos Navegantes, a Igreja de Santa Teresinha, talvez a mais refinada, projeto do Frei Cyríaco de São José, a Catedral Anglicana, a Catedral Metodista, e a Igreja de São Pedro, de todas a mais imponente, desenhada por Josef Hruby.

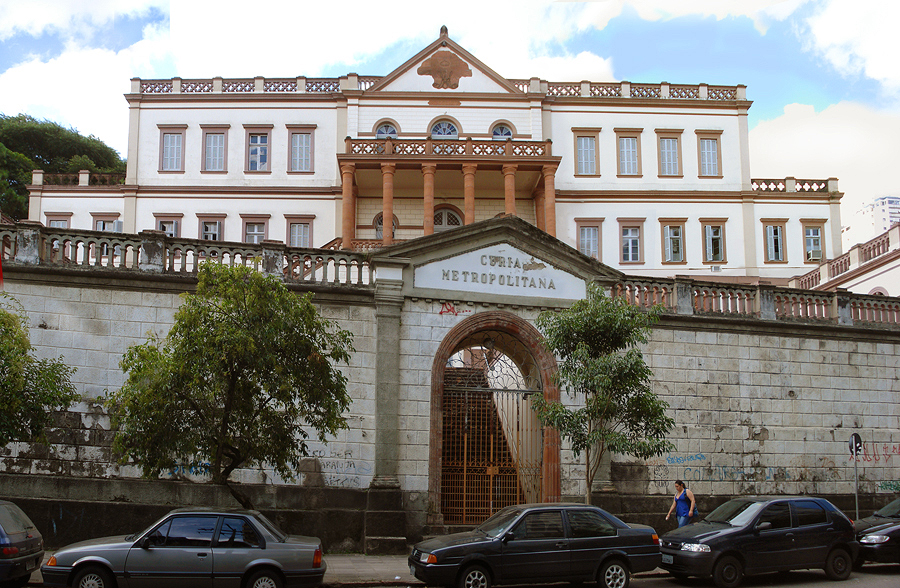
Cúria Metropolitana
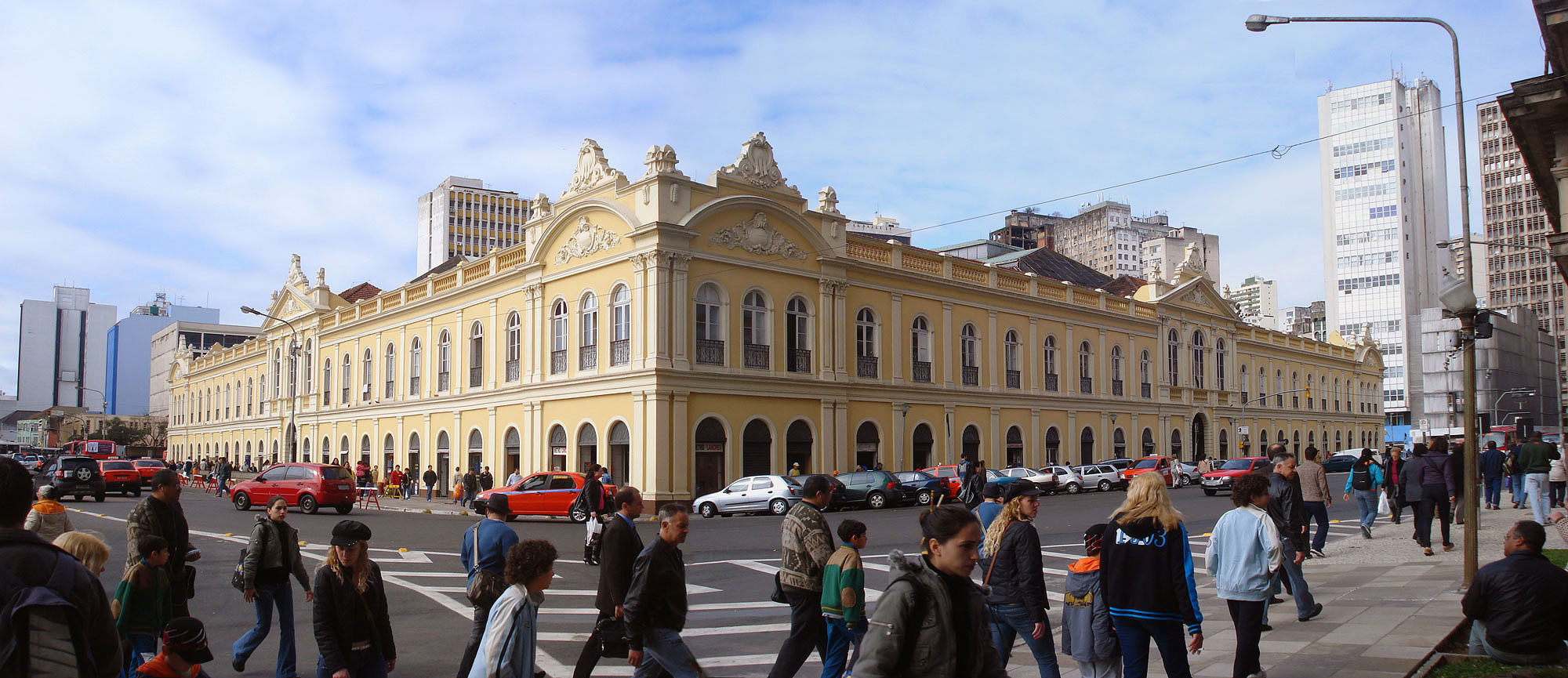
Mercado Público
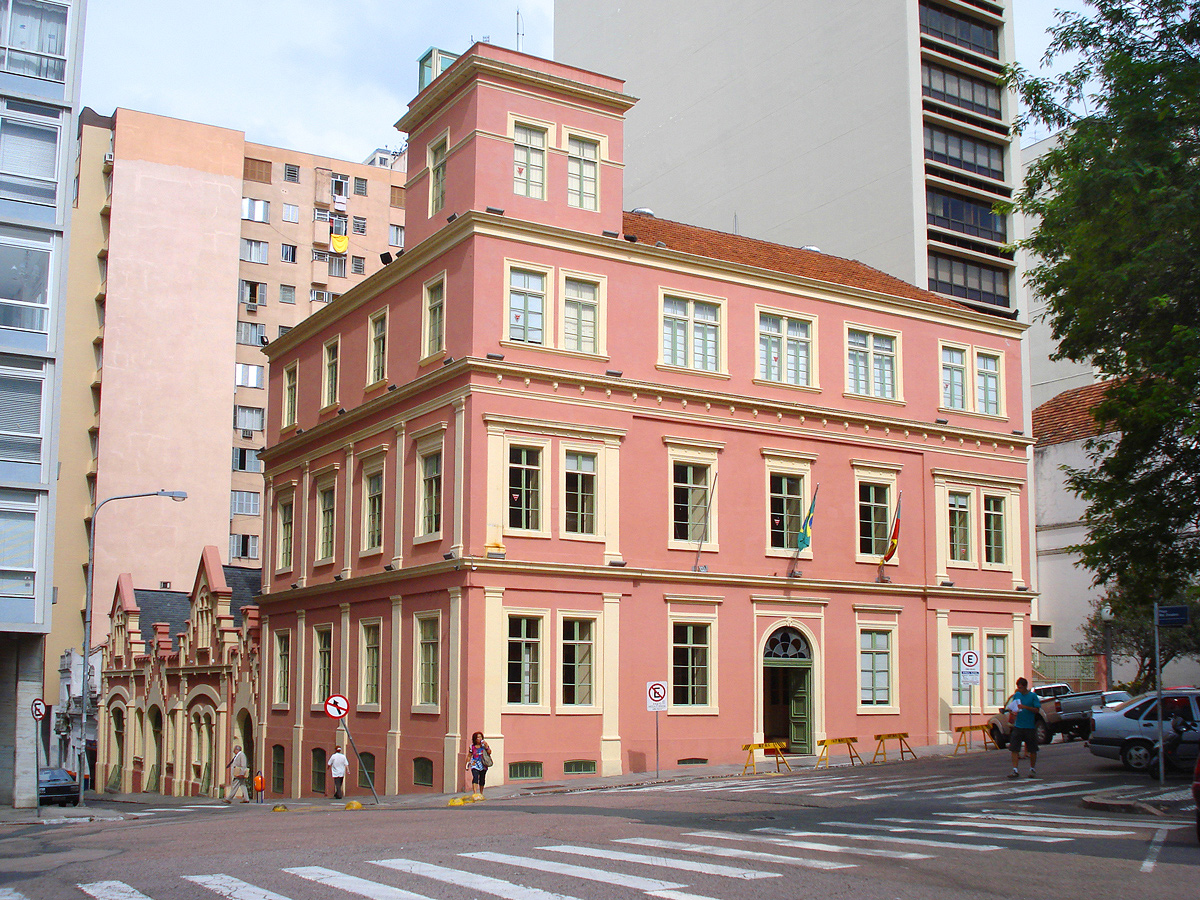
Palácio do Ministério Público, antigo Palácio Provisório
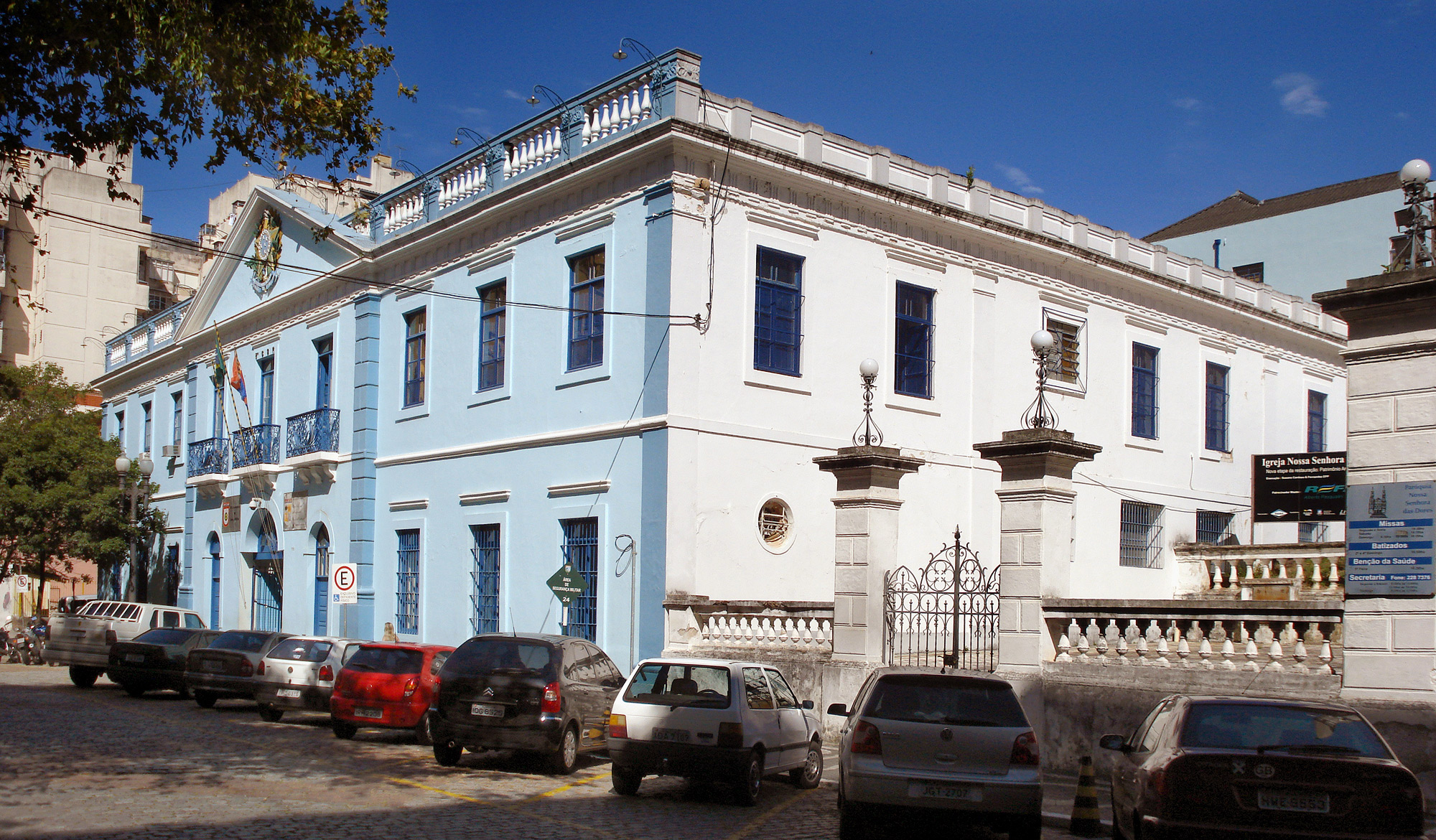
Prédio da 8ª Circunscrição de Serviço Militar

### A "fase áurea" da arquitetura monumental
De um Ecletismo mais ornamentado é o Paço Municipal, projetado por Giovanni Colfosco, um italiano, e iniciado em 1898. Seria um dos primeiros exemplos arquitetônicos a exibir a influência do Positivismo, percebida na complexa rede de alegorias representadas na estatuária decorativa da fachada. Também seria um dos primeiros edifícios públicos monumentais do que se chamou de "fase áurea" da arquitetura portoalegrense. Segundo Beatriz Thiesen,

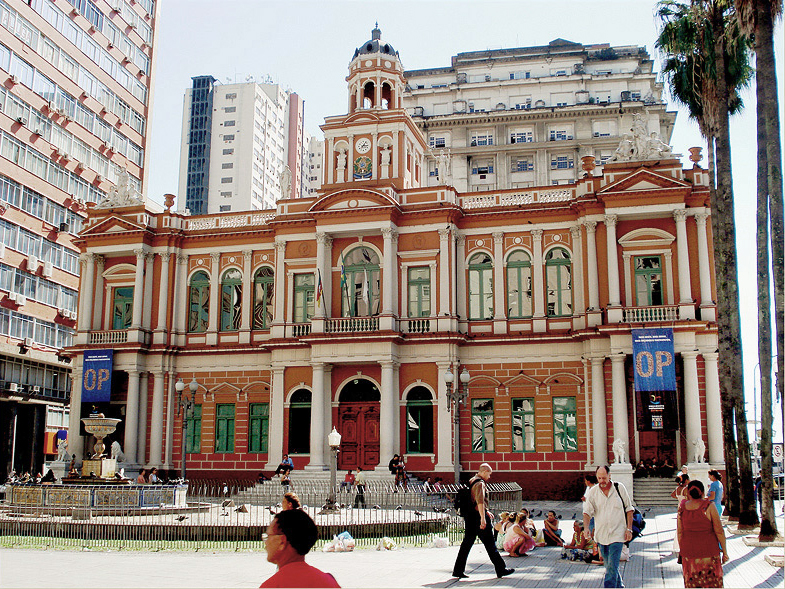
Paço Municipal.

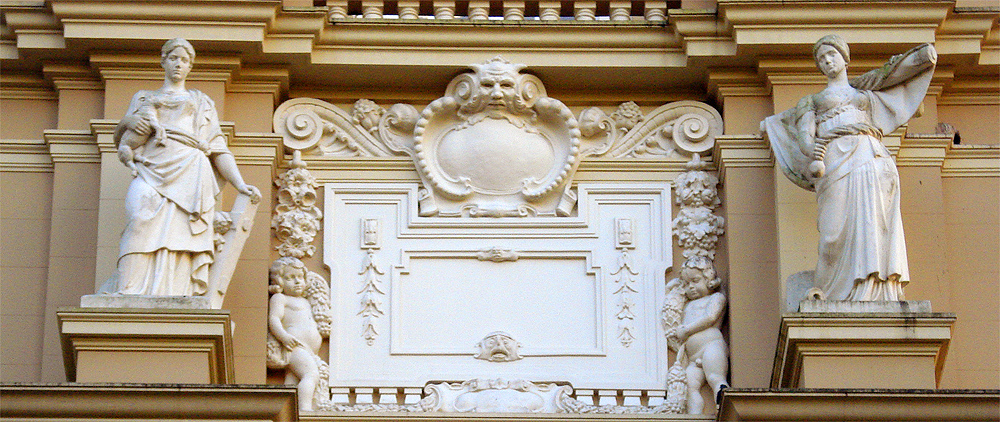
Decoração na fachada da antiga Delegacia Fiscal, atualmente o Museu de Arte do RS, com as estátuas alegóricas da Pecuária e da Navegação.

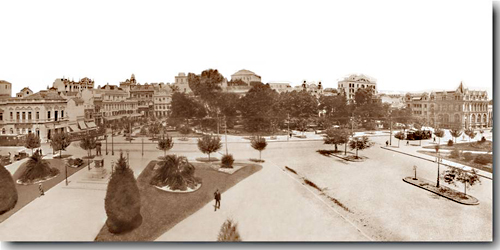
Panorama geral da Praça da Alfândega em 1929.

"A reformulação da estrutura urbana, que foi um fenômeno comum ao mundo ocidental do século XIX, esteve associada às ideias de modernidade presentes no imaginário social da época. Neste sentido, também Porto Alegre inseriu-se num amplo processo ligado à emergência de uma ordem social burguesa que demandava um reordenamento da cidade segundo os novos valores surgidos em seu bojo e que, pouco a pouco, consolidavam-se no imaginário social. Procurava-se a superação do passado colonial, que a elite ascendente desejava esquecer, e as formas arquitetônicas corresponderam, assim, aos ideais de progresso e civilização: a burguesia emergente procurava espelhar-se na cultura europeia, considerada mais adiantada e civilizada.... Numa demonstração grandiloquente, essa burguesia buscou marcar um ethos de modernidade ostentado como estética".
Esse desejo de renovação trouxe diversas novidades para a arquitetura da cidade. Uma rica burguesia formada principalmente por descendentes de imigrantes alemães, junto com as esferas oficiais, deram o impulso mais decisivo, encomendando obras suntuosas, num momento em que o estado experimentava uma fase de prosperidade, tendo se tornado a terceira economia do Brasil. As influências mais importantes que definiram o perfil dos principais edifícios erguidos nessa fase foram a arquitetura pompier francesa, com seu decorativismo exuberante e caráter ostentatório, e a filosofia positivista adotada pelo governo, criando uma iconografia idealista que espelhava visões de progresso, civilização, higiene e ordem. As técnicas de construção acompanhavam o desenvolvimento da tecnologia e da indústria: faz-se uso estrutural mais extensivo do concreto armado, do aço e do cimento, os edifícios alçam-se a maiores alturas, a estatuária de fachada se multiplica e encontra soluções barateadoras para sua confecção, como os moldes de cimento. Também mudam os materiais de decoração, se tornando comuns os vitrais, os adornos em serralheria, as pinturas parietais com paisagens e ornatos nos interiores, e os mármores para colunas, pisos e outros elementos. Também importante foi a formulação em 1914 pela Intendência Municipal do Plano Geral de Melhoramentos, concebido possivelmente por João Moreira Maciel, e considerado por Helton Bello o maior legado da administração positivista em termos urbanísticos, por ser um instrumento fundamental para as transformações modernizadoras que iriam se consolidar logo adiante, suplantando a estrutura e a imagem urbana de herança colonial.

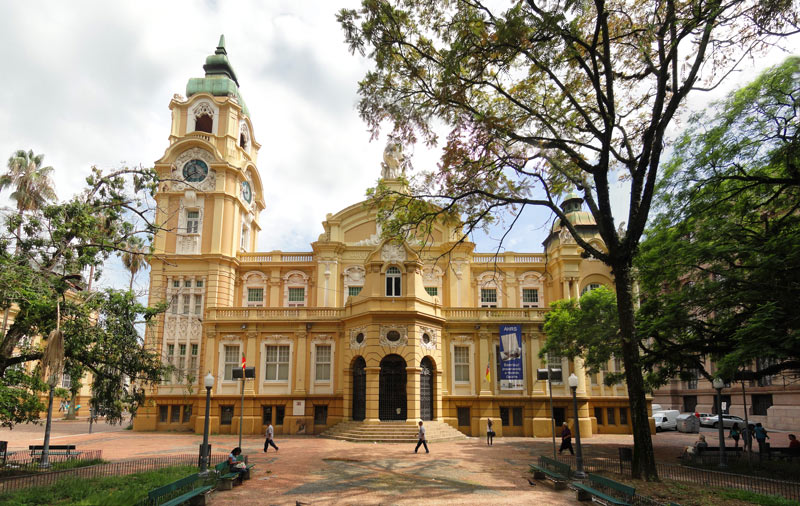
Correios e Telegraphos, hoje o Memorial do Rio Grande do Sul.

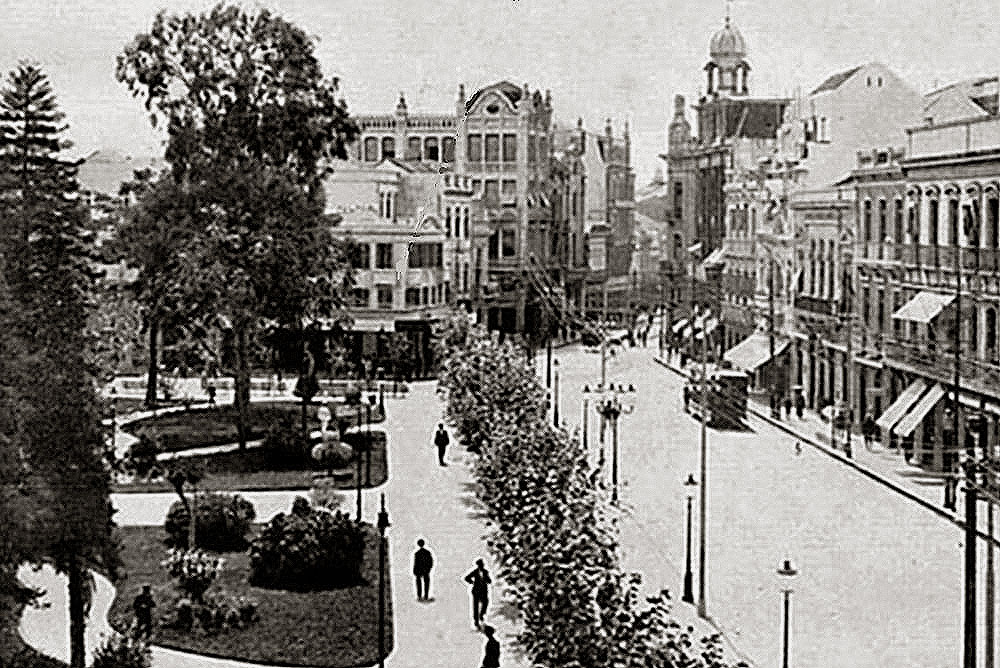
Vista do centro no início do século XX. O estilo eclético substituiu inteiramente a arquitetura colonial.

Os nomes mais significativos nesta fase foram Theodor Wiederspahn, arquiteto nascido na Alemanha, dono de um estilo eclético pujante e original, combinado traços renascentistas, neobarrocos e neoclássicos e uma concepção decorativa luxuosa; Rudolf Ahrons, engenheiro-construtor, líder de um escritório de construção que realizou as obras mais importantes, e João Vicente Friedrichs, proprietário do mais solicitado e populoso atelier local de decoração, empregando uma multidão de artífices locais e estrangeiros com sólido preparo, como Alfred Adloff, Wenzel Folberger, Alfredo Staege e muitos mais. A parceria estabelecida entre eles durou até 1914, quando o escritório de Ahrons fechou, mas deixando uma série de edifícios de grande beleza e imponência, alguns realizando feitos arquitetônicos notáveis, como o edifício da antiga Cervejaria Bopp, que em sua inauguração era o maior prédio de cimento armado do Brasil. Outros exemplos são os Correios e Telegraphos, a Faculdade de Medicina da UFRGS e o edifício da Delegacia Fiscal, cuja autoria de Wiederspahn é controversa mas parece provável. Günter Weimer lhe atribui também o traçado básico da nova Catedral Metropolitana, que substituiu a antiga Matriz, embora o crédito pelo projeto usualmente se dê ao italiano Giovanni Giovenalle. Wiederspahn continuaria projetando depois da retirada de Ahrons do mercado, ainda contando muitas vezes com Friedrichs para a decoração. Sua obra contabiliza mais de 500 projetos, realizados não só em Porto Alegre. Muitos deles já não existem, mas se preservam como o Edifício Ely, o Hotel Majestic, a Previdência do Sul, além de mais de uma dezena de palacetes para a elite. Para Maturino Luz, seu papel na história da arquitetura porto-alegrense se compara, guardadas as proporções, ao de Gaudí em Barcelona, além de ele ter sido um dos fundadores de uma Escola de Artes e Ofícios e do primeiro sindicato de arquitetos.

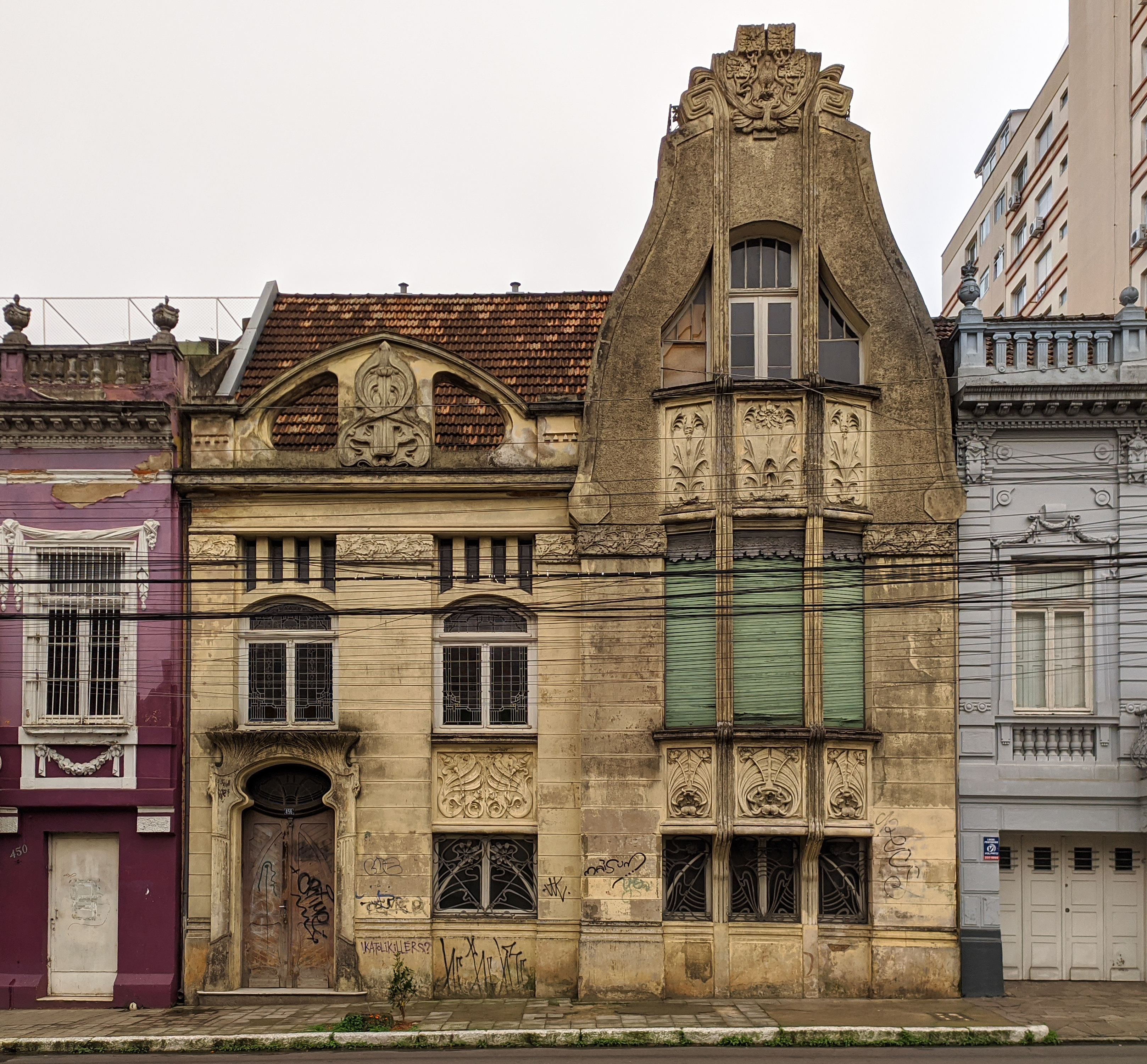
Casa Godoy

Não podem passar sem lembrança Manoel Itaqui, um dos introdutores da Art Nouveau, projetando vários prédios no campus central da UFRGS, como o Castelinho e o Observatório Astronômico, além da antiga sede (desaparecida) do Colégio Júlio de Castilhos e o Viaduto Otávio Rocha (este em parceria com Duilio Bernardi); Hermann Menschen, autor da Faculdade de Direito da UFRGS e de várias residências elegantes; Affonso Hebert, cuja obra mais notória é a Biblioteca Pública do Estado, e por fim o francês Maurice Gras, autor de apenas um projeto na cidade, mas de grande relevância, o Palácio Piratini, sede atual do Governo do Estado e residência oficial do governador. Alguns exemplares em especial também poderiam ser citados por serem raros ou destacados em seu tipo, como a Farmácia Carvalho e a Casa Godoy, entre os poucos exemplares do Art Nouveau em seu estado mais puro; a Confeitaria Rocco, com seus atlantes monumentais; o antigo Quartel General do Exército, de influência mourisca e medieval; os palacetes Palmeiro e Argentina, residências típicas da elite, de grande suntuosidade; o Banco da Província, com ricos vitrais e decoração. O conjunto remanescente na Travessa dos Venezianos, por outro lado, é um bom exemplo do Ecletismo simplificado, adaptado às classes de baixa renda.
Como representantes da arquitetura industrial estão a Usina do Gasômetro, a já citada Cervejaria Bopp, o Moinho Rio-Grandense e diversos outros prédios do antigo Distrito Industrial. Merece nota o complexo do Cais Mauá, projetado por Ahrons, uma vasta obra pública que custou décadas de trabalho, representando um dos maiores esforços do governo e da sociedade gaúcha, no início do século XX, em direção à modernização urbana e ao desenvolvimento econômico. As estruturas levantadas também estabeleceram novos padrões de higiene, funcionalidade e estética para a construção civil, sendo notáveis particularmente o grande pórtico central de ferro e os armazéns laterais, desmontáveis, que foram importados da França.

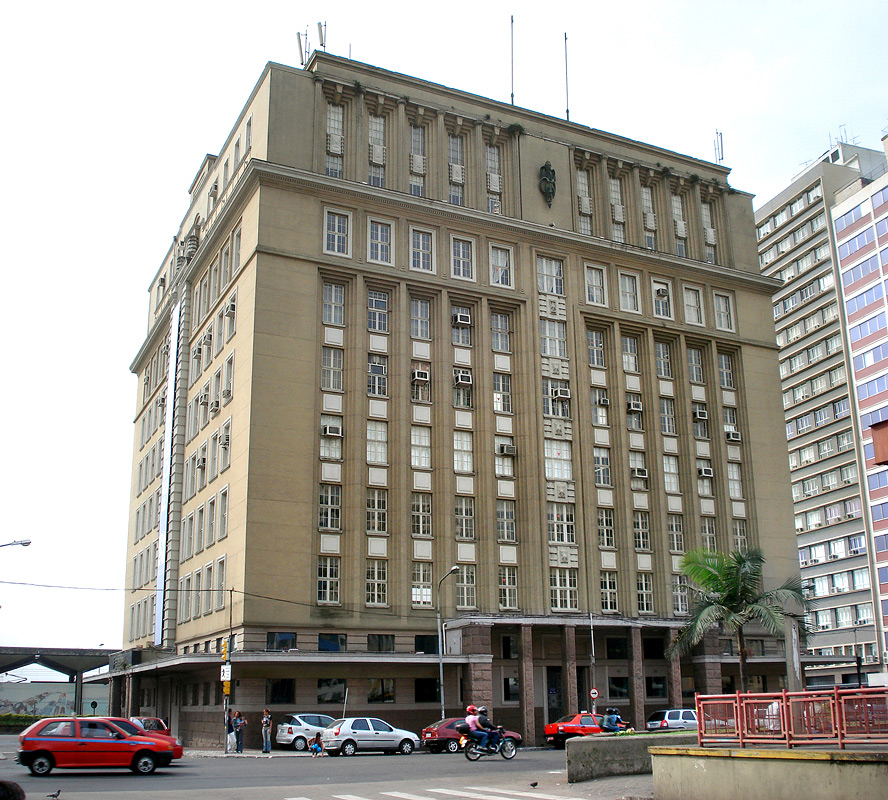
Palácio do Comércio, 1937, Déco.

A geração seguinte foi mais adepta da Art Déco, variavelmente considerada a última derivação eclética ou a primeira etapa do Modernismo, onde se destacaram Fernando Corona, Armando Boni e Joseph Lutzenberger. A estética Déco abandona o decorativismo pesado do Ecletismo tardio em busca de soluções com ornamentação reduzida e mais integrada à funcionalidade e estrutura dos espaços, o que, junto com avanços na técnica construtiva, possibilitou o início do processo de verticalização da cidade. Suas obras refletem essa síntese nova, uma nova visão de progresso e de beleza ligados à simplicidade, racionalidade, praticidade e autenticidade estrutural, ideias que seriam levadas a uma radicalização com os modernistas. A presença Déco foi detectada entre os anos 1920-30, antecedendo o Modernismo na cidade em cerca de 10 anos. Corona iniciou como escultor, aluno de Friedrichs, mas logo aventurou-se na arquitetura, com bons resultados. Foi dele a adaptação do exterior de um projeto de Wiederspahn para o Banco da Província, atualmente o Farol Santander, e mais o projeto da Galeria Chaves e do Instituto de Educação Flores da Cunha. Boni criou o edifício da Livraria do Globo, a Concha Acústica do antigo Auditório Araújo Vianna e o Cemitério São Miguel e Almas, o primeiro cemitério vertical da América Latina, além de várias outras obras públicas e privadas, como a sua própria residência. E Lutzenberger veio da Alemanha para trabalhar na construtora Weis & Cia, projetando prédios importantes, tais como a Igreja São José, o Palácio do Comércio e o Instituto Pão dos Pobres. As obras dos três criadores foram saudadas pelos seus contemporâneos como marcos da arquitetura mais moderna e arrojada, e permanecem entre os mais significativos exemplares da arte edificatória na cidade no período entre-guerras, sendo várias delas tombadas pelo poder público.

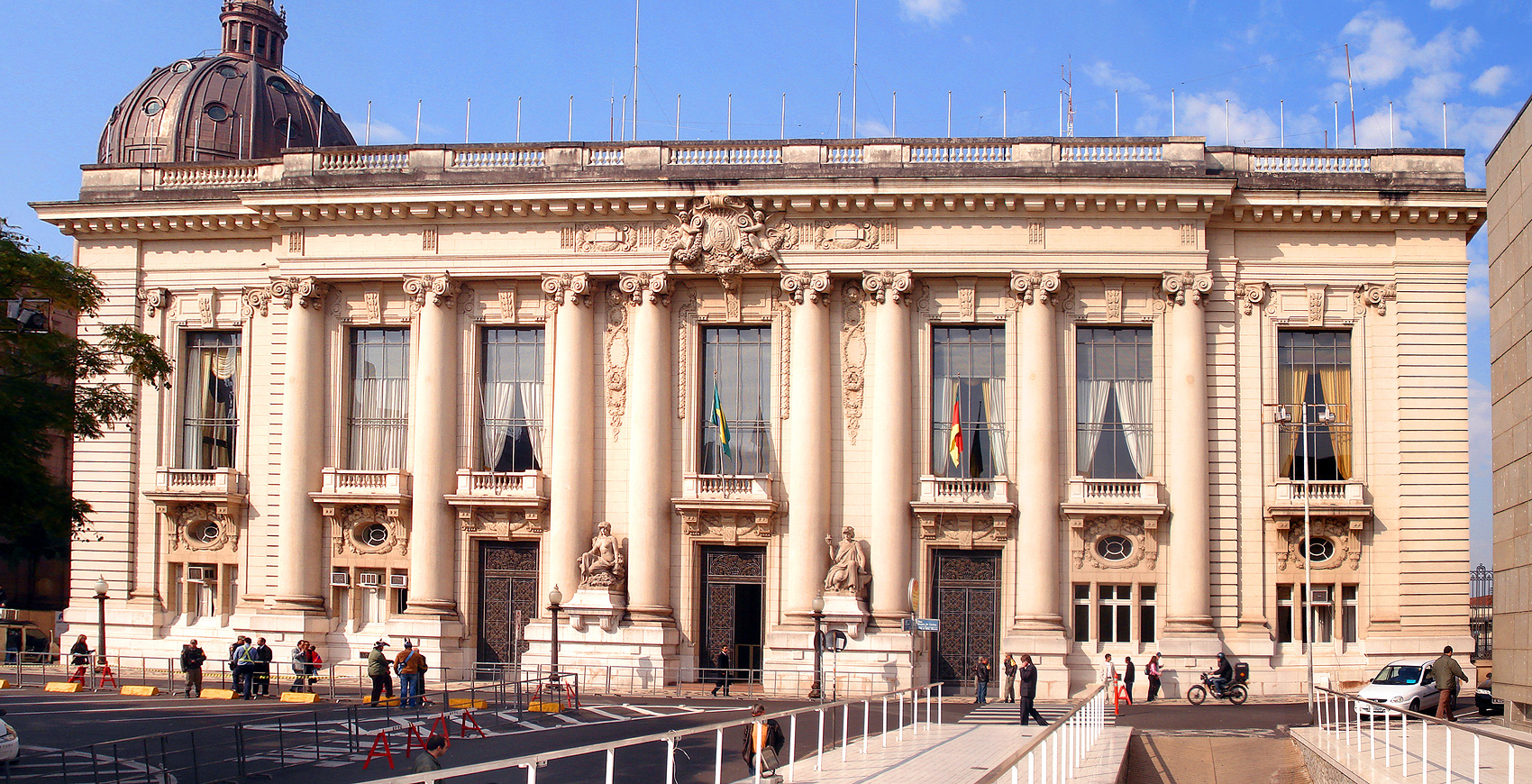
Palácio Piratini
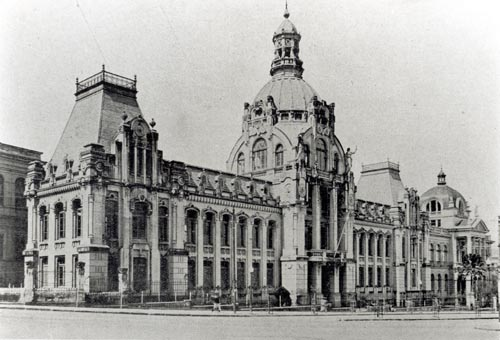
Antigo Colégio Júlio de Castilhos
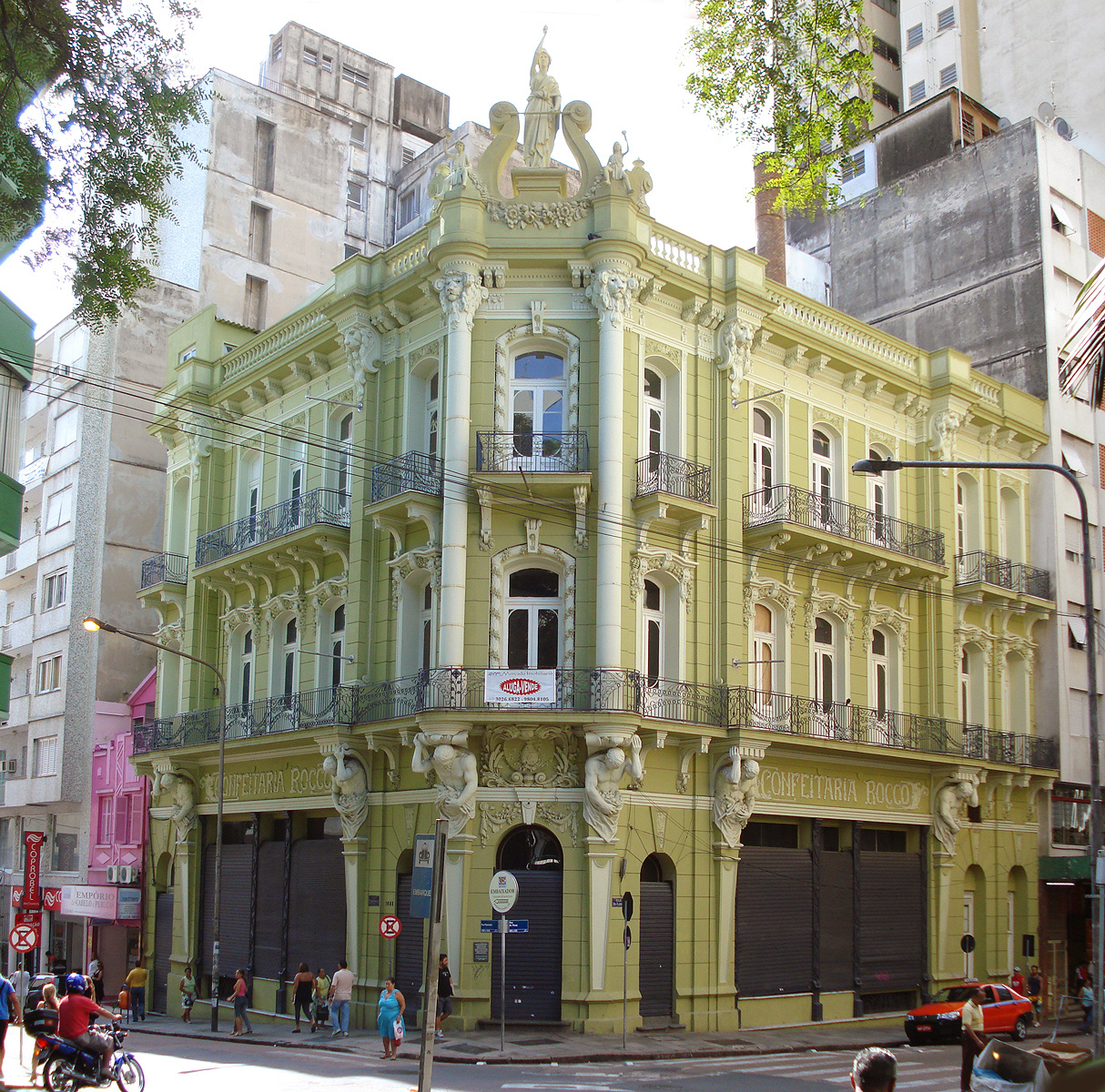
Confeitaria Rocco
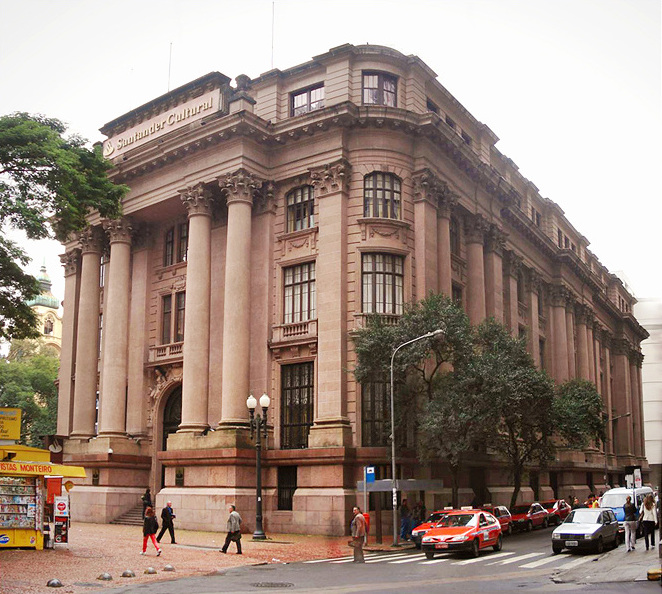
Farol Santander Porto Alegre

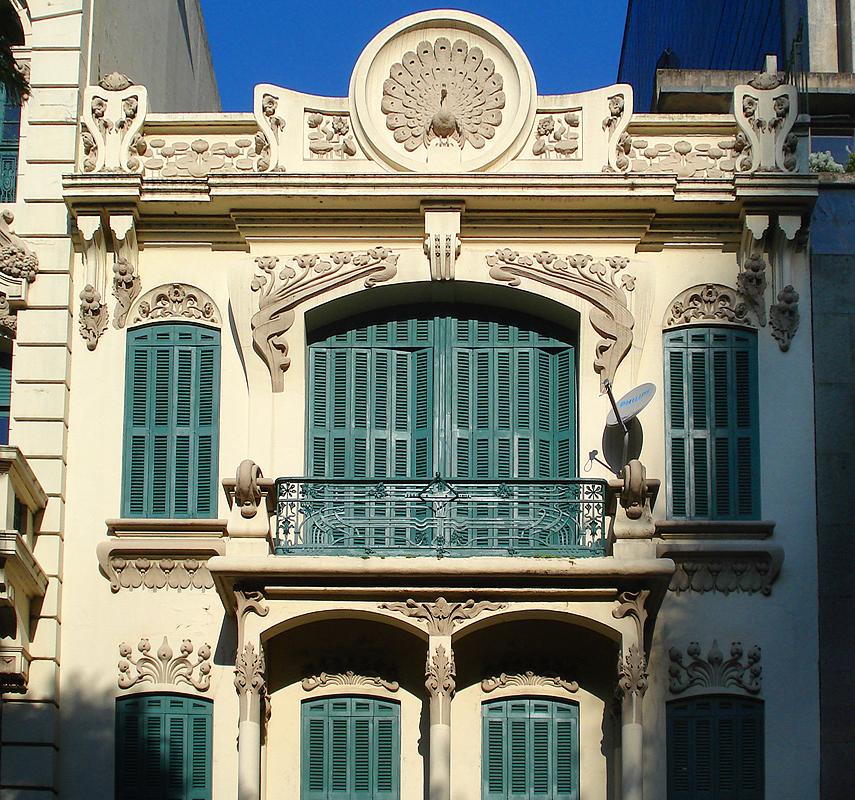
Farmácia Carvalho
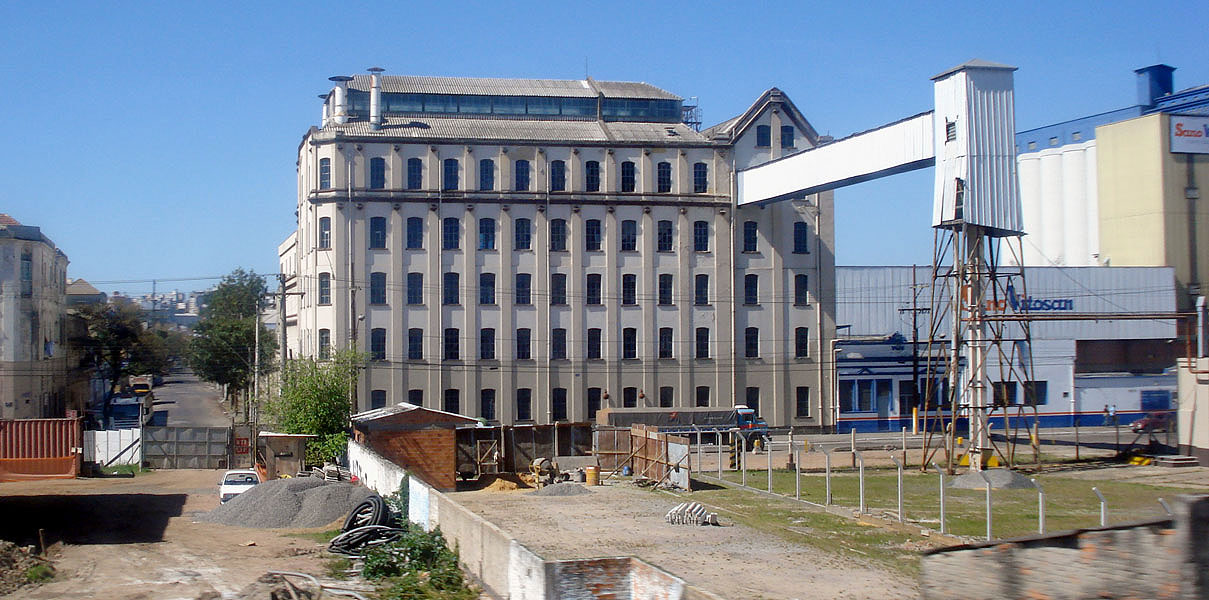
Moinho Rio-Grandense
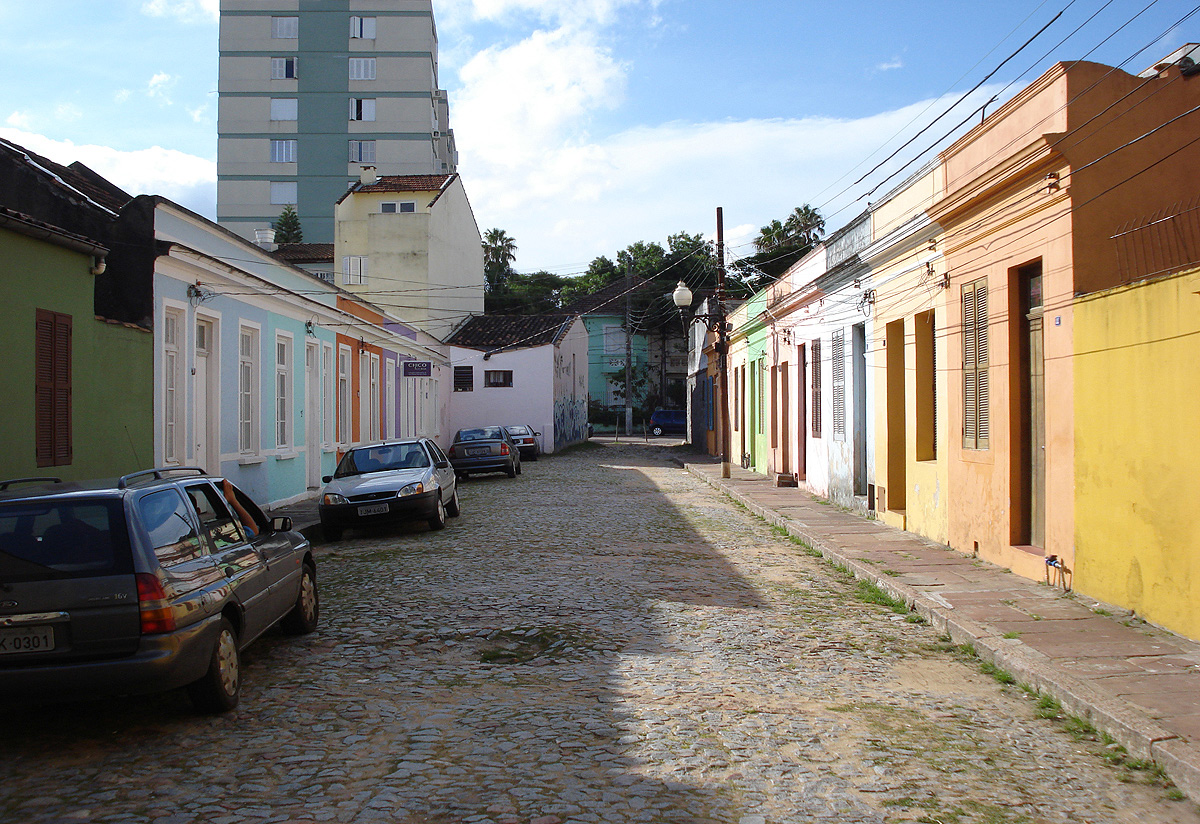
Travessa dos Venezianos
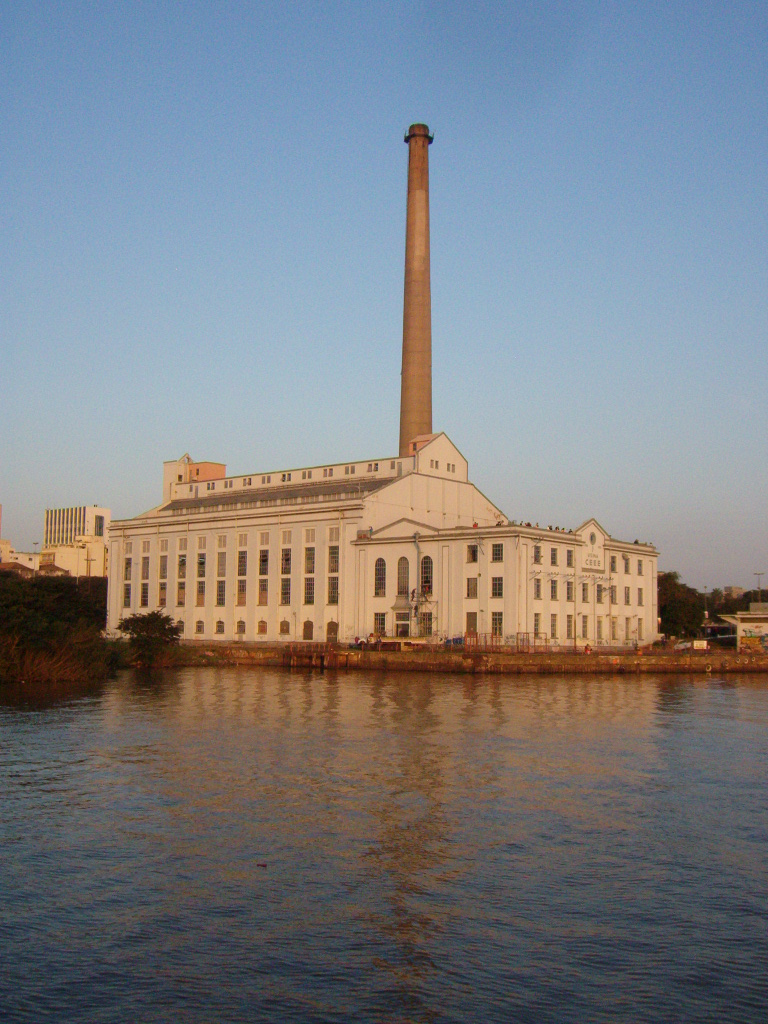
Usina do Gasômetro

## Modernismo
De acordo com Davit Eskinazi, foi só a partir de meados da década de 1930, mais precisamente por ocasião da Exposição do Centenário da Farroupilha em 1935, que começaram a surgir no cenário urbano de Porto Alegre os primeiros exemplares de uma arquitetura claramente moderna:

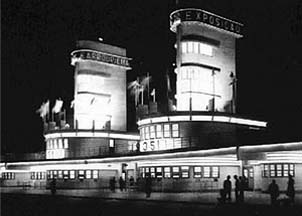
Pórtico monumental da Exposição do Centenário da Farroupilha, 1935 (demolido).

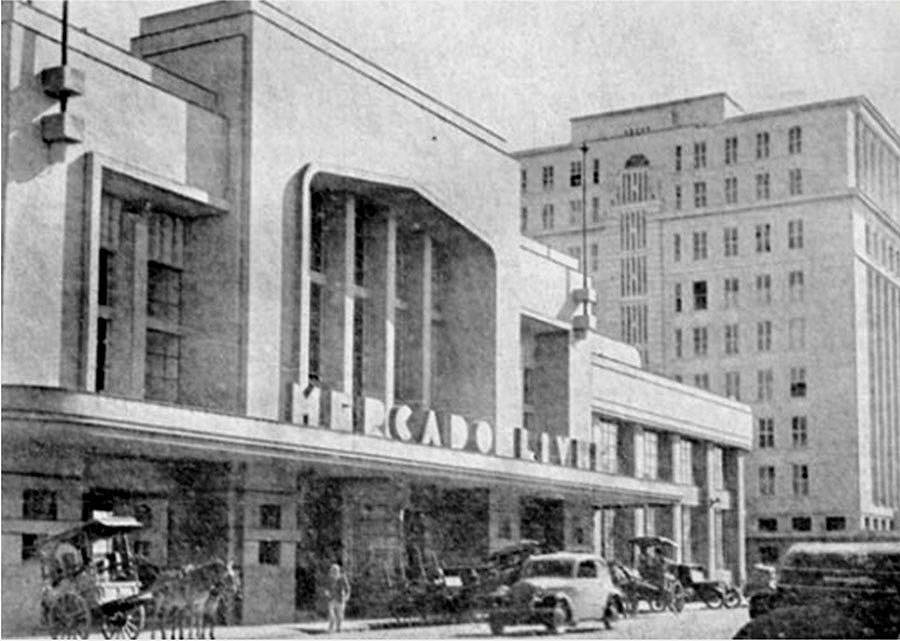
Mercado Livre, década de 1930 (demolido).

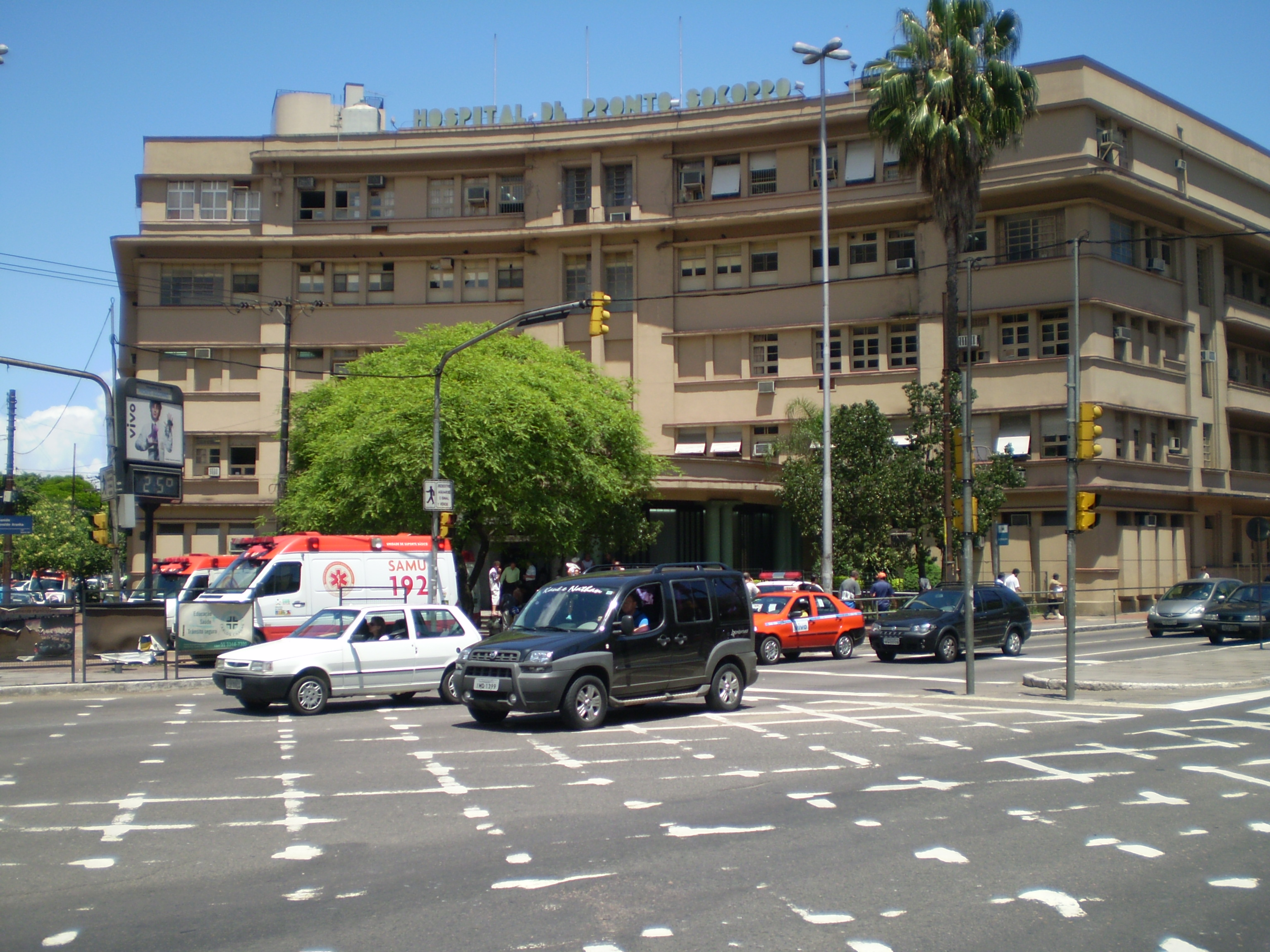
Hospital de Pronto Socorro, 1944.

"Conciliando a arquitetura efêmera de seus pavilhões com alguns elementos permanentes do futuro Parque Farroupilha construídos na mesma oportunidade, a Exposição do Centenário apresentou-se como o principal símbolo da modernidade possível e desejável para o Estado, em um período de profundas transformações para a sociedade brasileira. Amplamente apoiada em recursos tecnológicos, como a deslumbrante iluminação noturna dos espaços e pavilhões do evento, e conduzida por uma bem informada retórica déco, a Exposição articulou um notável conjunto arquitetônico e urbanístico que sintetizou uma visão de modernidade comprometida com a tradição neoclássica, provocando um impacto visual sem precedentes sobre seus contemporâneos.... Embora efêmera, a arquitetura produzida para a comemoração do Centenário Farroupilha constitui um testemunho consistente das origens de um possível "caminho riograndense para a arquitetura moderna", percorrido através de um conhecimento inspirado e bem informado, tanto das manifestações proto-racionalistas do "novecentos", como, por exemplo, o movimento da "Secessão" austríaca, quanto das correntes não ortodoxas da arquitetura moderna, como os movimentos expressionista e futurista das primeiras décadas do século XX".
Nos anos 1930 o antigo Plano Geral de Melhoramentos já estava obsoleto, e a cidade exigia uma nova organização. Edvaldo Paiva e Ubatuba de Faria, funcionários do município, e Arnaldo Gladosch, contratado no Rio, esboçaram alguns ensaios de reorganização da malha urbana central de acordo com os princípios modernos, mas nenhum se implantou em plenitude. Paralelamente foi ideado outro modelo para a expansão periférica e horizontal da cidade. Vários bairros ou loteamentos residenciais surgidos principalmente nos anos 1930 e 1940 propuseram uma interpretação local do protótipo da "cidade-jardim", com um traçado orgânico, construções isoladas em baixa escala e densa vegetação, cujos melhores exemplos são a Vila Jardim, a Vila Assunção e a Vila Conceição.
Uma década depois tudo que um dia fora tradição em arquitetura parecia ter desaparecido, e a vanguarda já trabalhava apenas com formas geométricas essenciais, despojadas de todo artifício decorativo. De 1946 é um dos primeiros prédios erguidos em Porto Alegre na estética tipicamente modernista, o Colégio Venezuela, de Demétrio Ribeiro, retendo apenas traços residuais da arquitetura tradicional. Na mesma época começou a atuar na cidade Edgar Graeff, formado na Faculdade Nacional de Arquitetura da Universidade do Brasil, tendo tido um contato de primeira mão com os pioneiros do Modernismo no Brasil. Seu trabalho induziu uma adoção mais ou menos geral de elementos derivados da obra de Lúcio Costa, Oscar Niemeyer e outros expoentes da escola carioca, que era por sua vez uma derivação da escola de Le Corbusier. Segundo Carlos Goldman,
"Na década de 1940 Edgar Graeff contribuiu para a evolução desta arquitetura.... O impacto de residências como a projetada para Edvaldo P. Paiva foi um marco divisor no campo das ideias, dos costumes e da cultura arquitetônica em Porto Alegre, transpondo para o nosso contexto local estratégias e elementos de arquitetura que até então eram usadas principalmente por arquitetos do Rio de Janeiro e São Paulo. Tais propostas arquitetônicas manifestaram localmente o pensamento moderno preconizado por Le Corbusier".

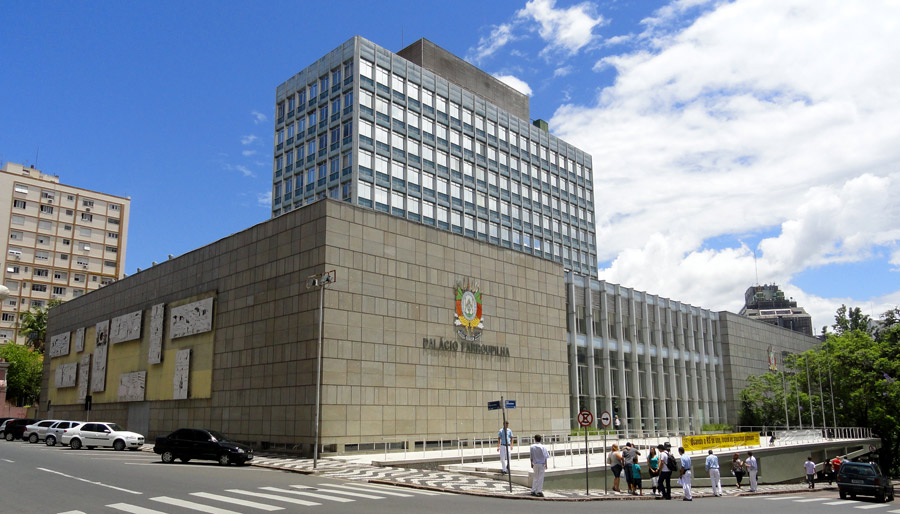
Palácio Farroupilha, 1955.

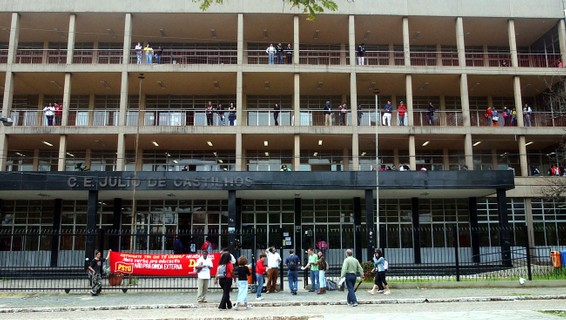
Detalhe do Colégio Júlio de Castilhos, 1953.

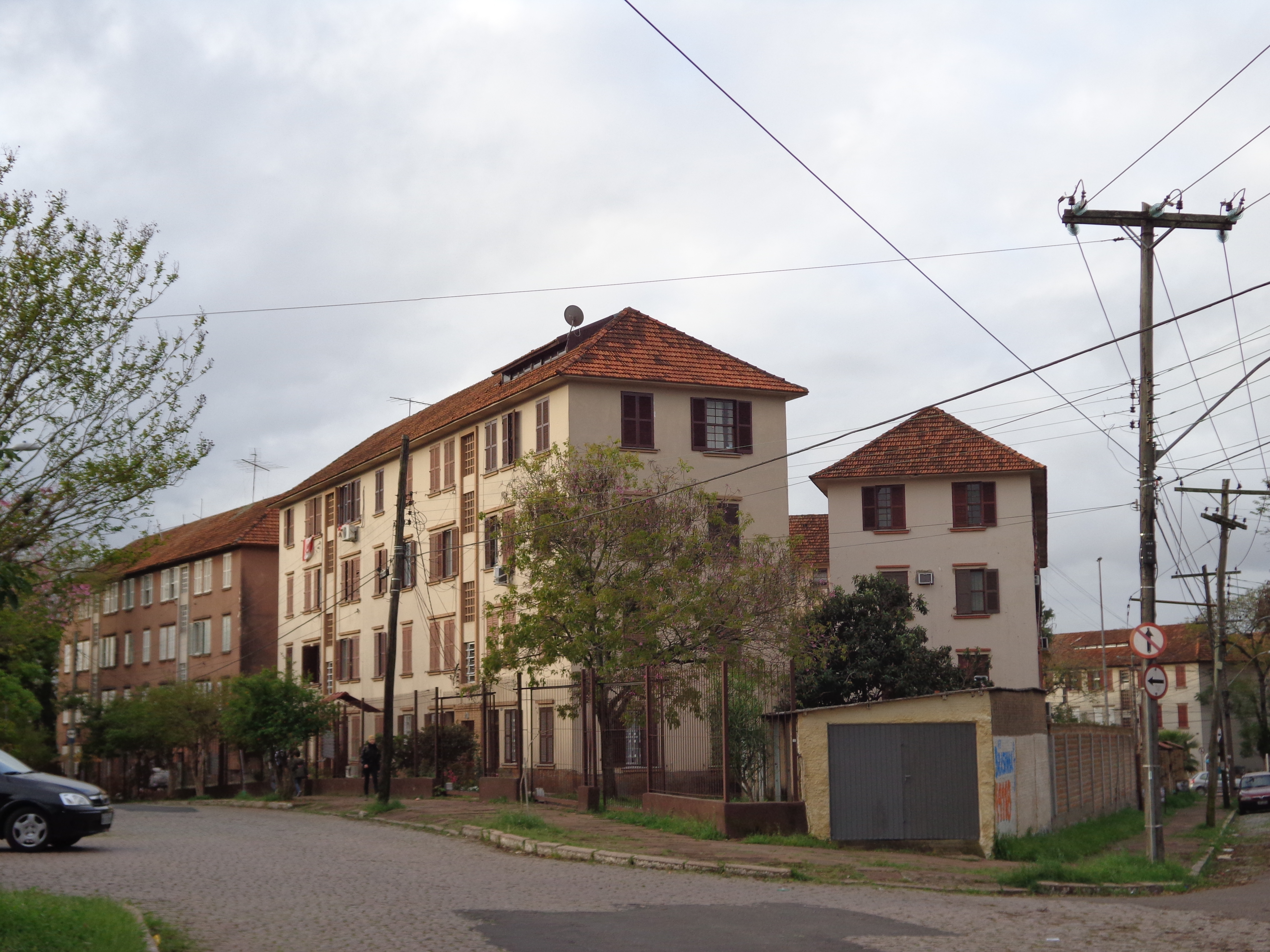
Detalhe do antigo Conjunto Residencial do Passo D'Areia, hoje Vila do IAPI.

Outro nome de relevo, chegado à mesma altura e com a mesma formação foi Carlos Alberto de Holanda Mendonça, deixando grande número de trabalhos em menos de uma década de atividade, alguns de grande porte. Em 1948 criou-se o departamento estadual do Instituto de Arquitetos do Brasil, abrindo um novo fórum de debates especializados, e 1949 se formou a primeira turma do curso de arquitetura do Instituto de Belas Artes da UFRGS, introduzindo um fluxo agora regular de novos e bons profissionais no mercado.
Chegando aos anos 1950 o Modernismo já estava consagrado pela oficialidade. Construções emblemáticas como o Palácio Farroupilha, assinado por Gregório Zolko e Wolfgang Schoedon, para sede da Assembleia Legislativa, e o Palácio da Justiça, projeto de Luís Fernando Corona e Carlos Fayet, ambos fruto de concurso público, foram levantados segundo princípios inteiramente modernistas.
Dentre outros projetos de interesse nessa fase, pode-se citar o Edifício Jaguaribe, de Fernando Corona; o Hipódromo do Cristal e o Edifício Esplanada, ambos do uruguaio Román Fresnedo Siri; o Hospital Fêmina, de Irineu Breitman; a sede antiga do Aeroporto Salgado Filho, de Nelson Souza; a Faculdade de Farmácia da UFRGS, de Flávio Figueira Soares e Lincoln Ganzo de Castro; e o traçado inicial do Hospital de Clínicas, de Jorge Moreira, o qual, se não tivesse sido desvirtuado mais tarde se constituiria, segundo Marcos da Silva, num dos marcos arquitetônicos da capital gaúcha. Por esta época o centro urbano já estava repleto de edifícios de altura considerável, destacando-se Emil Bered e Salomão Kruchin como autores de vários edifícios residenciais.
A rápida expansão populacional começava a obrigar os urbanistas a encontrarem soluções habitacionais em grande escala. Dentre as iniciativas para solucionar o problema se destaca a construção do Conjunto Residencial do Passo D'Areia, um dos empreendimentos mais bem sucedidos de todos quantos foram executados à época, e que veio a ser declarado recentemente Patrimônio Cultural do município. No fim da década foi implantado enfim o primeiro Plano Diretor de Porto Alegre, composto por Edvaldo Paiva e Demétrio Ribeiro com base na Carta de Atenas, e que se amparou por uma legislação específica (Lei 2046/59). Para Helton Bello com este Plano se acentuou a verticalização da cidade, fazendo Porto Alegre...
"Conhecer o maior crescimento edilício de sua história, o que alterou significativamente a morfologia urbana.... Os princípios básicos do Modernismo passaram a compor um instrumento legal através de parâmetros para a estruturação da cidade. Tais padrões consistiam na racionalização das atividades, das vias e na instituição de índices urbanísticos (densidade, potencial construtivo do lote, recuos e altura predial), que foram sendo aplicados segundo o crescimento das áreas urbanizadas".
Como efeito do desenvolvimentismo de Juscelino Kubitschek e com o acréscimo de um sentimento ufanista gerado pelo Milagre Brasileiro depois do golpe militar de 1964, o Modernismo da escola carioca perdeu gradualmente espaço para uma variante brutalista originária em São Paulo, que em torno de 1970 já era a tendência dominante em todo o país. Ela oferecia um apelo plástico vigoroso e monumental num modelo conveniente para o volume e a dimensão das oportunidades oferecidas pelo Milagre Brasileiro, quando o PIB do país crescia numa média vertiginosa de 11,2% ao ano e a ditadura militar recrudescia.

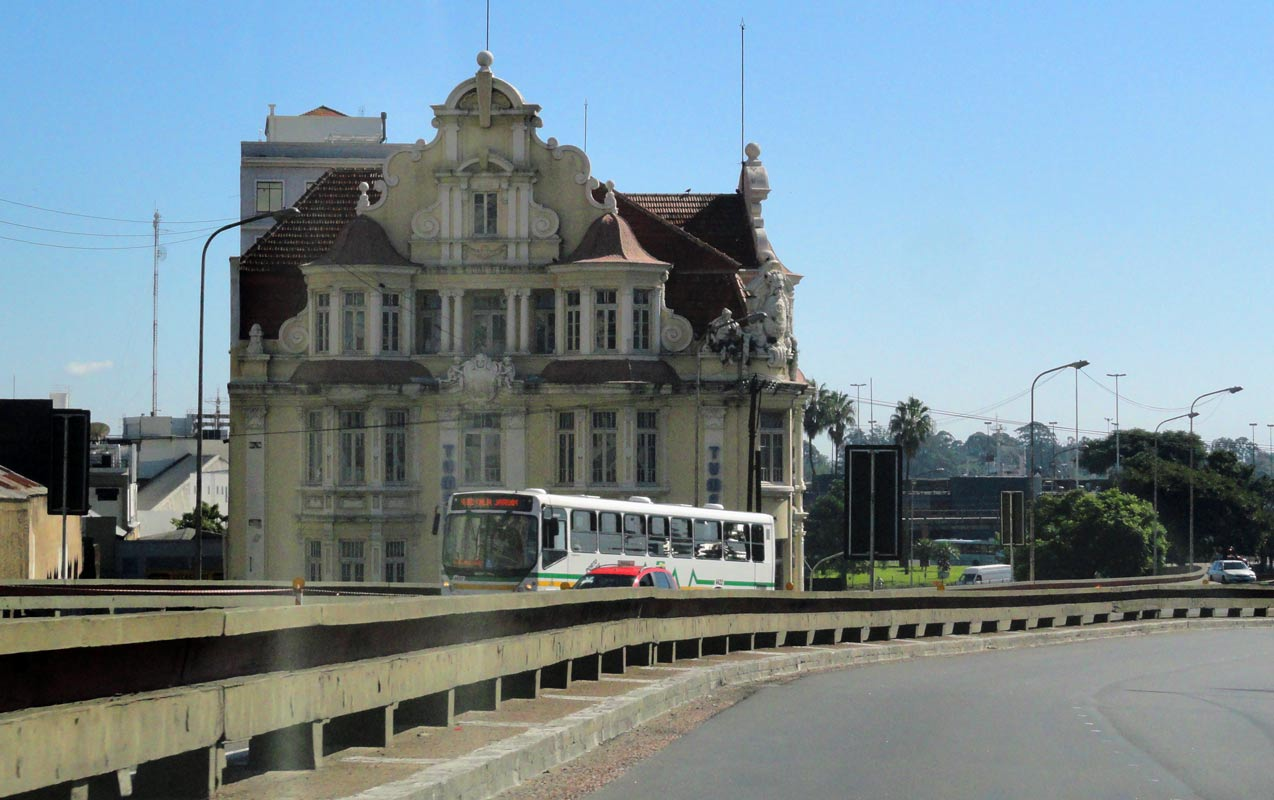
Elevada da Conceição sufocando o importante Edifício Ely.

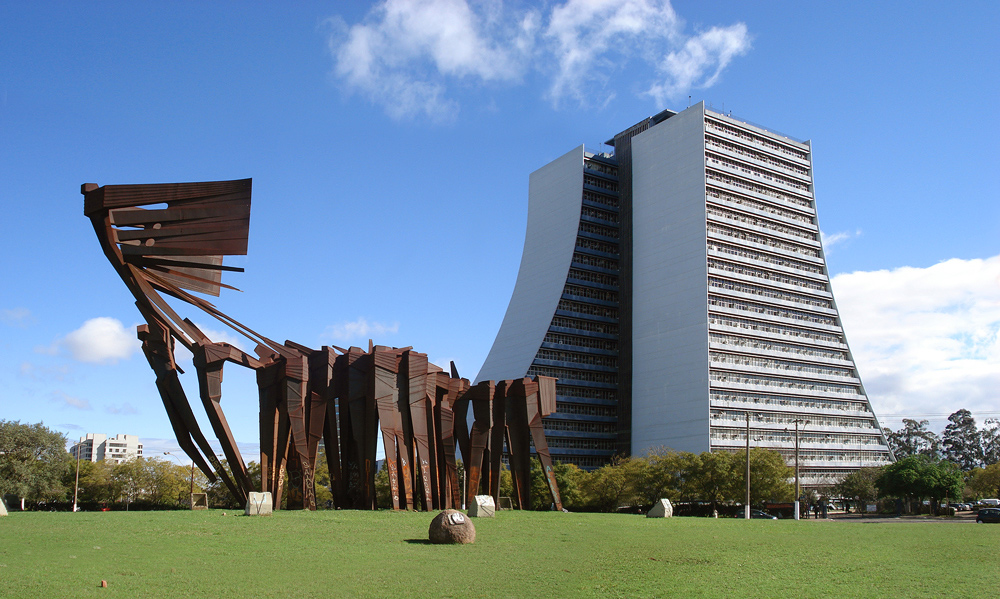
Centro Administrativo do Estado do Rio Grande do Sul, 1971.

A verticalização se acelerou e foram construídos na periferia extensos conjuntos habitacionais financiados pelo Banco Nacional da Habitação. No centro a administração pública realizou intervenções dramáticas, como a construção da Elevada da Conceição, mas a abordagem tecnicista dos projetos desconsiderava aspectos elementares de paisagismo urbano e favorecia a descaracterização do centro histórico, desaparecendo inúmeros edifícios ecléticos, alguns de grande valor, e os derradeiros remanescentes da arquitetura colonial, tanto residencial como pública. Em face do desrespeito oficial para com o passado, alguns intelectuais começaram a protestar contra tantas demolições, lançando as sementes para a formação de uma consciência preservacionista que lentamente iria ganhar corpo entre os porto-alegrenses. E como uma ironia a evidenciar as contradições do programa ufanista do governo, nesse período começaram a aparecer favelas no entorno, e a cidade foi isolada do lago Guaíba e do porto que lhe deu o nome com a construção de um extenso muro para prevenção de enchentes.
Os princípios modernistas continuavam em uso, num desdobramento da Carta de Atenas, o que foi referendado pelo novo Plano Diretor de 1979, embora algumas inovações fossem introduzidas, tais como uma inspiração no modelo das superquadras empregado em Brasília e uma maior participação da comunidade nas decisões através de Conselhos Municipais. A qualidade geral dos prédios, porém, decaiu. Por outro lado, os meios acadêmicos já iniciavam uma revisão do Modernismo e a influência de arquitetos uruguaios se tornou significativa, introduzindo recursos técnicos inéditos como a cerâmica armada. Algumas das obras de maior projeção neste período foram o Centro Administrativo do Estado, de Charles Hugaud, Cairo da Silva e outros; a Central de Abastecimento, de Carlos Fayet, Carlos Comas e Cláudio Araújo; e os edifícios das indústrias Memphis, de Araújo e Cláudia Frota.

## Contemporaneidade

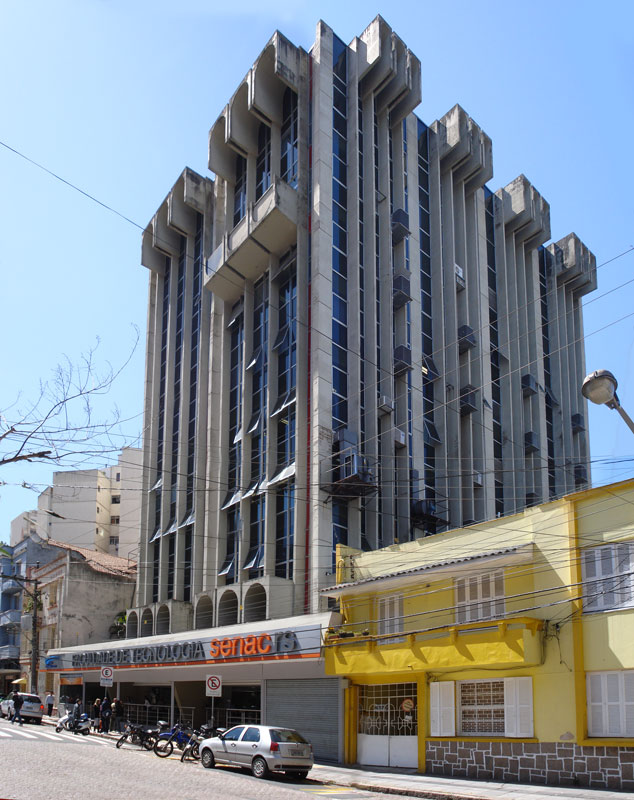
Faculdade de Tecnologia do SENAC, 1979.

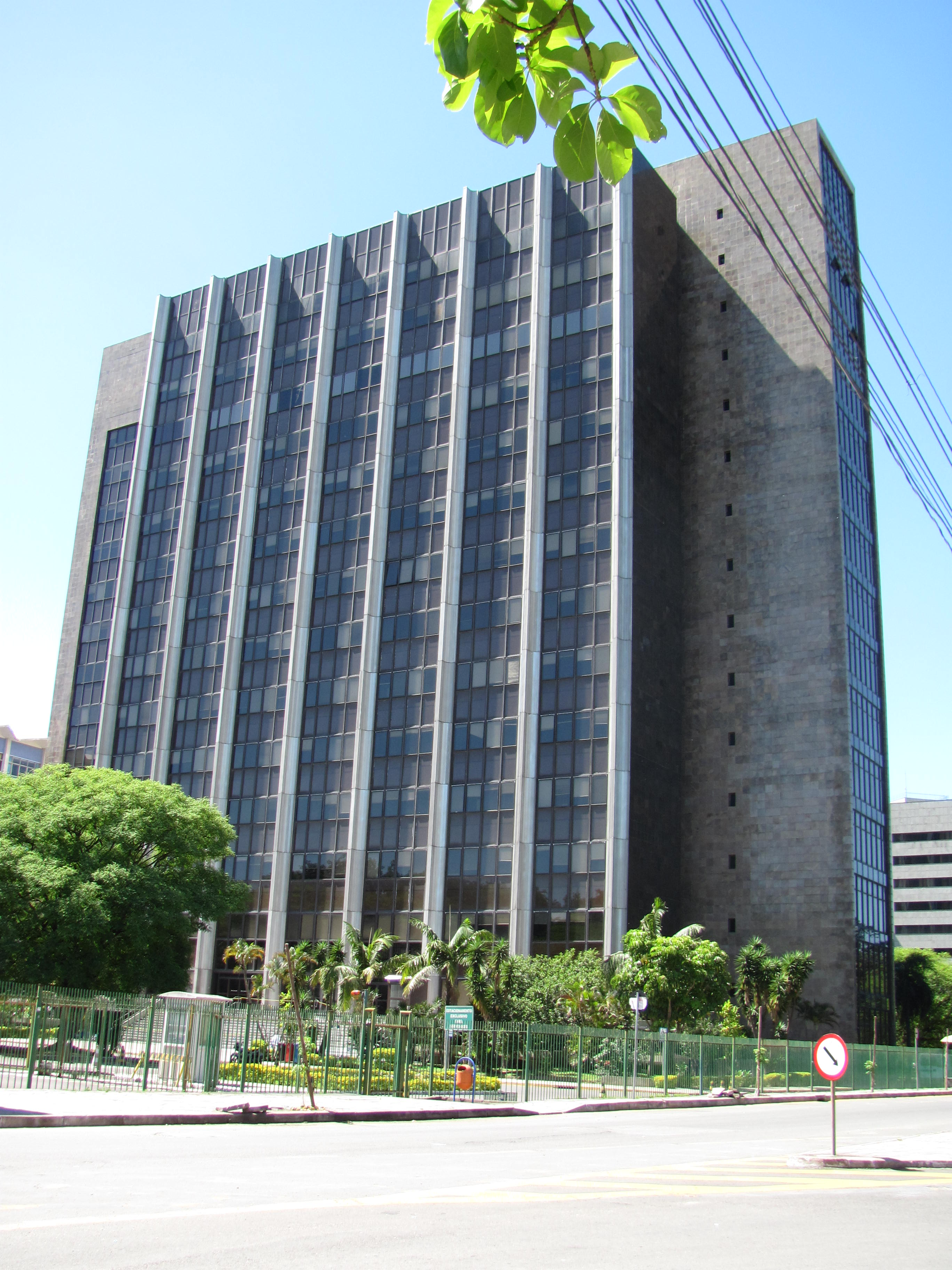
Prédio da Receita Federal, apelidado "Chocolatão", anos 80.

O Plano de 1979 não foi inteiramente bem-sucedido em sua aplicação. Estabelecendo novos índices construtivos, as mudanças deram origem a uma série de atritos entre moradores das zonas residenciais e deles com o poder público e com agentes imobiliários, pela autorização de espigões em áreas de predominância térrea, rompendo o tecido residencial de alguns bairros tradicionais por edifícios de até 20 pavimentos. A polêmica levou a uma nova reformulação da legislação nos anos 1980. Foi então que se entendeu definitivamente que seria necessária uma aliança mutuamente compreensiva não só entre arquitetura e urbanismo para um crescimento geral harmonioso, sendo preciso atrair outras áreas do saber para a discussão e imaginar soluções mais dinâmicas, realistas e adaptáveis ao perfil cada vez mais fluente da sociedade, desenvolvendo-se planos estratégicos fundamentados nos eixos de estruturação e mobilidade urbana, nas formas de uso do solo privado, na qualificação ambiental, na promoção econômica e em uma série de critérios mais atualizados de planejamento, e levando em conta aspectos de memória coletiva, identidade cultural e convívio humano. O êxito das propostas nesse sentido, que se sucederam à medida que os anos passavam, incluindo novas revisões do Plano Diretor, tem-se revelado muito controverso, com avanços e recuos. Ainda existem zonas de ocupação polêmica, a especulação imobiliária continua a pressionar o poder público e influenciar decisões, e permanecem sérios problemas de habitação popular a serem resolvidos.
Paralelamente, com a criação em 1981 da Equipe do Patrimônio Histórico e Cultural, pouco depois vinculada à Coordenação da Memória Cultural da Secretaria Municipal da Cultura, iniciou-se um processo de estudo e resgate dos bens culturais de propriedade do Município de especial interesse histórico, social e arquitetônico, sistematizando os tombamentos municipais, que haviam iniciado poucos anos antes, em 1979. Essa atuação foi fortalecida pela instalação do escritório regional do IPHAN, cuidando dos interesses nacionais na área de patrimônio histórico em todo o estado, e da Coordenadoria do Patrimônio Histórico e Artístico do Estado, antecessora do IPHAE, ambas em 1979, instituições que vêm realizando na cidade vários tombamentos e ações de preservação em nível federal e estadual. Também se reconheceu a existência do "centro histórico", propondo-se medidas de conservação e desenvolvimento sustentável, o mesmo ocorrendo com outras áreas já estabilizadas como os bairros da "cidade-jardim" e zonas de especial interesse cultural. Nasceu então uma nova consciência para com os prédios antigos e as áreas verdes, e com isso se salvaram muitas edificações seculares que estavam na lista de demolições. O caso da Capela do Bonfim é exemplar nesse sentido. Depois de muitos anos de abandono e degradação, incendiou no que se suspeitou ser um fogo criminoso. Nele perderam-se elementos importantes como o altar-mor entalhado, e sob o pretexto de estar muito arruinada quase foi demolida, mas a sociedade reagiu, e toda a polêmica subsequente contribuiu para um marcar na consciência de todos, cidadãos e poder público, o valor da memória, da arte, da história e de seus testemunhos materiais. A Capela acabou sendo tombada e restaurada em 1983.
Entretanto, a atuação das instâncias oficiais de preservação do patrimônio histórico ainda é frequentemente tolhida por interesses particulares contrários, pela morosidade dos processos de tombamento e por uma crônica insuficiência de verbas. Assim, ainda que os trabalhos nesse sentido tenham avançado bastante, com a intensificação das ações municipais e o recente arrolamento de mais de 130 imóveis do centro histórico pelo Programa Monumenta, do Ministério da Cultura, é preocupante que os poderes públicos tenham tardado tanto para proteger prédios da importância da Igreja da Conceição e do complexo Catedral-Cúria (tombados em 2007 e 2009 respectivamente), que imóveis já protegidos ainda sejam demolidos à revelia da lei e que um bom número de outros edifícios históricos ainda não receba qualquer cuidado oficial 

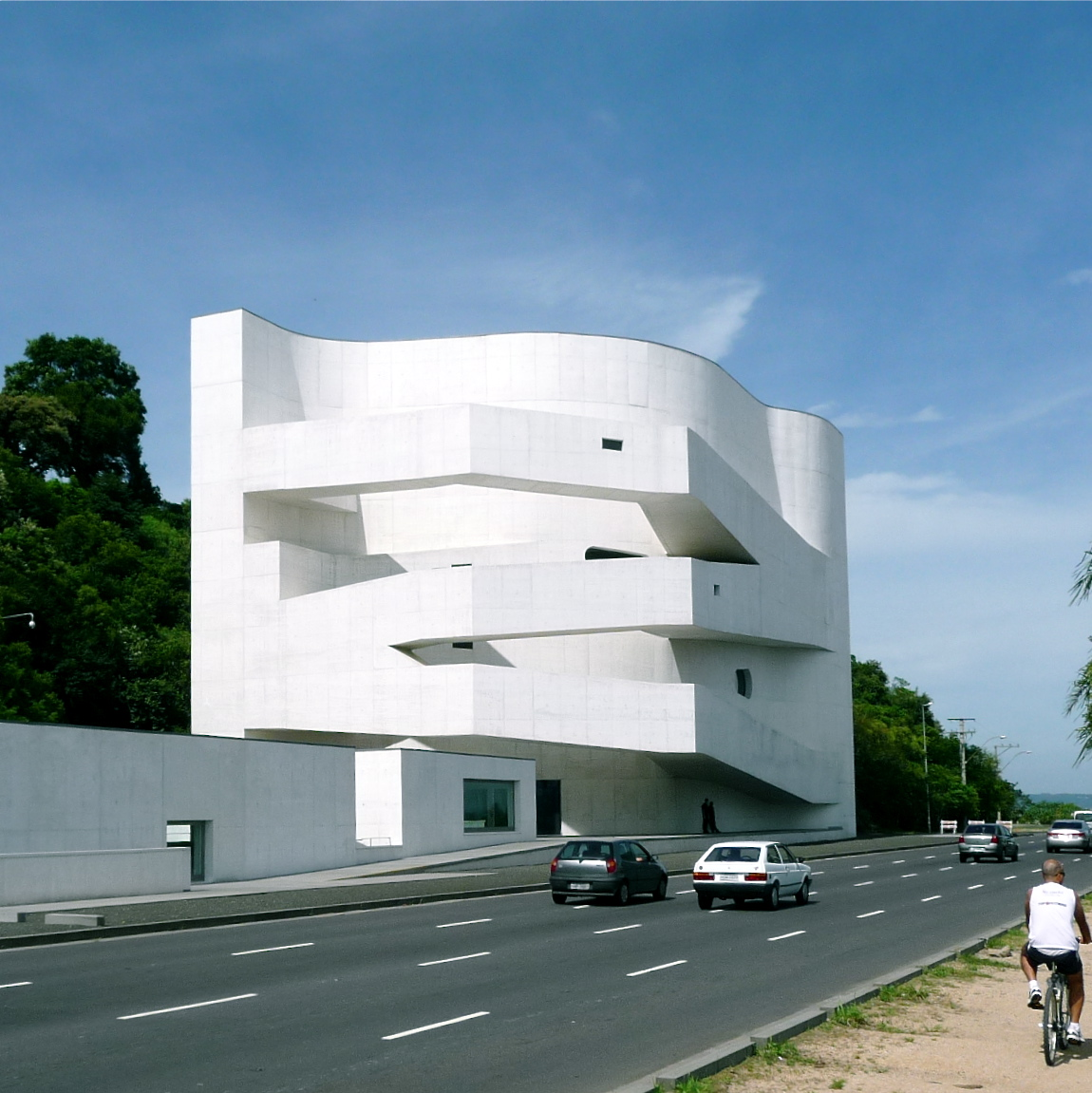
Fundação Iberê Camargo

Em termos estéticos nesses últimos decênios se verificou o declínio da escola modernista e sua substituição pelos valores do Pós-Modernismo, fazendo a releitura de estilos históricos e criando um novo senso de ecletismo, liberdade e democracia formal. Os exemplos mais paradigmáticos dessa tendência são os shopping centers que nos últimos anos têm controversamente pontuado a paisagem, muitos deles com soluções formais ousadas, decoração extravagante e um espírito high-tech, mas cujo gosto e pertinência para a paisagem às vezes são postos sob suspeita. Alguns críticos se recusam a reconhecer uma arquitetura realmente viva no presente em Porto Alegre, não encontram mais obras que possam se erguer em referências culturais e marcos urbanos, e denunciam uma crise de identidade na produção local. Mas para outros o alto nível do debate sobre arquitetura, que atrai personalidades internacionais, o sucesso de projetos de revitalização de áreas e estruturas antigas por arquitetos locais, como foi o Centro Comercial Nova Olaria, e a atuação na cidade de projetistas estrangeiros de renome, como Álvaro Siza, responsável pelo prédio da Fundação Iberê Camargo, considerado uma obra-prima, bastam para indicar que a arquitetura de Porto Alegre mantém um apreciável dinamismo e está integrada ao que se passa no restante do mundo. Esta fase mais recente da evolução da arquitetura portoalegrense está, contudo, ainda carente de estudo e documentação mais aprofundados.

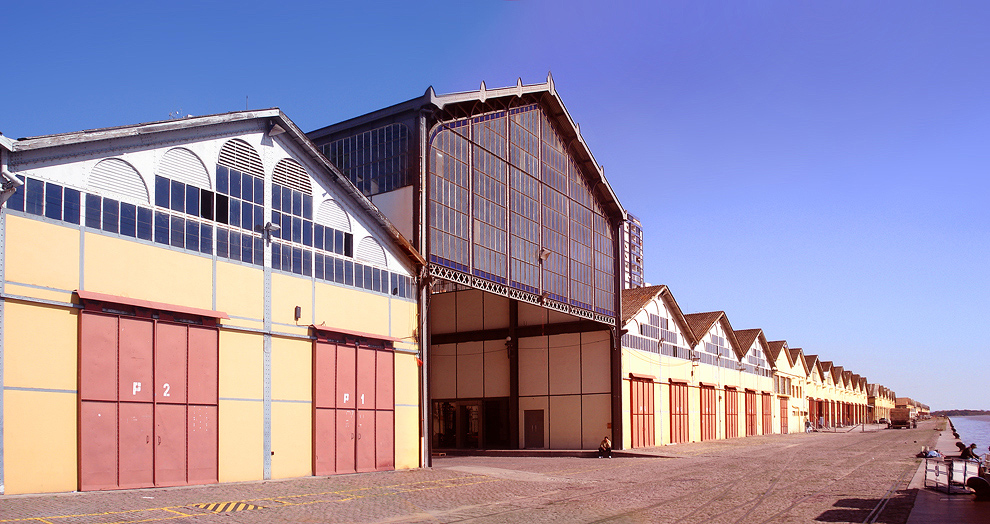
Cais Mauá

Em anos recentes a administração pública tem empreendido grandes obras de renovação de infraestrutura, em termos de mobilidade urbana, urbanismo de espaços públicos, áreas verdes, e outras, e se tornaram notórias as obras realizadas em função da Copa do Mundo de 2014. Porém, ao mesmo tempo em que as instâncias oficiais fazem grande propaganda dessa atividade, apontando para alegados benefícios econômicos, sociais, ambientais e culturais, as críticas se avolumam, denúncias de erros técnicos, irregularidades diversas, corrupção e violações de direitos humanos se multiplicam, e setores influentes da população alegam que não estão sendo ouvidos, desencadeando muitos protestos, que acabaram às vezes em violência. São exemplo os projetos de "revitalização urbana" como o do Cais Mauá, do Centro Histórico e do antigo Distrito Industrial (4º Distrito), assim como os programas estadual e municipal de concessão de parques, praças e equipamentos culturais à iniciativa privada, que produziram ruidosas controvérsias, sendo acusados de promover a gentrificação de áreas selecionadas e mercantilizar os espaços públicos, enriquecendo empresários em detrimento dos reais interesses da população, especialmente a mais pobre. Associadas a esse modelo de renovação urbana, que já persiste há muitos anos, vêm especulação imobiliária, ameças à qualidade de vida e ao patrimônio histórico, desmonte do Plano Diretor e da governança do ambiente natural. Desde 2021 existe apenas uma secretaria municipal para administrar as áreas de Meio Ambiente, Urbanismo, Sustentabilidade e Patrimônio Histórico.
O prefeito Sebastião Melo prometeu em janeiro de 2022 mandar para a Câmara de Vereadores um novo Plano Diretor "bastante liberal", e enquanto isso não ocorre, vai tentar introduzir alterações pontuais. Entrevistado na ocasião, Melo disse que "o nosso governo é muito liberal na economia, liberal para o empreendedor, na abertura de negócios, mas tem um olhar muito forte para a questão social". Há críticas de que vários grandes projetos urbanísticos têm sido aprovados contrariando o Plano Diretor e normas ambientais. Na opinião de André Augustin, do Observatório das Metrópoles, há "uma forte atuação estatal para construir uma cidade que gere lucro para determinados setores. Se alguém tem dúvidas sobre quem são os beneficiados dessa política de valorização imobiliária, basta olhar os dados de financiamento de campanha divulgados pelo TSE. Entre os maiores doadores da campanha de Melo, em 2020, estão sócios de empresas como Goldztein, Cyrela, Melnick, CFL, Multiplan e Arado Empreendimentos. É para estes que se governa em Porto Alegre, seja na política de transportes, de saneamento ou nas mudanças no Plano Diretor". Com todos os avanços reais que possam ter havido, o déficit habitacional continua importante. De acordo com o IBGE, 192.885 pessoas ainda viviam em 2010 nas 108 favelas da cidade, sem acesso a serviços essenciais.

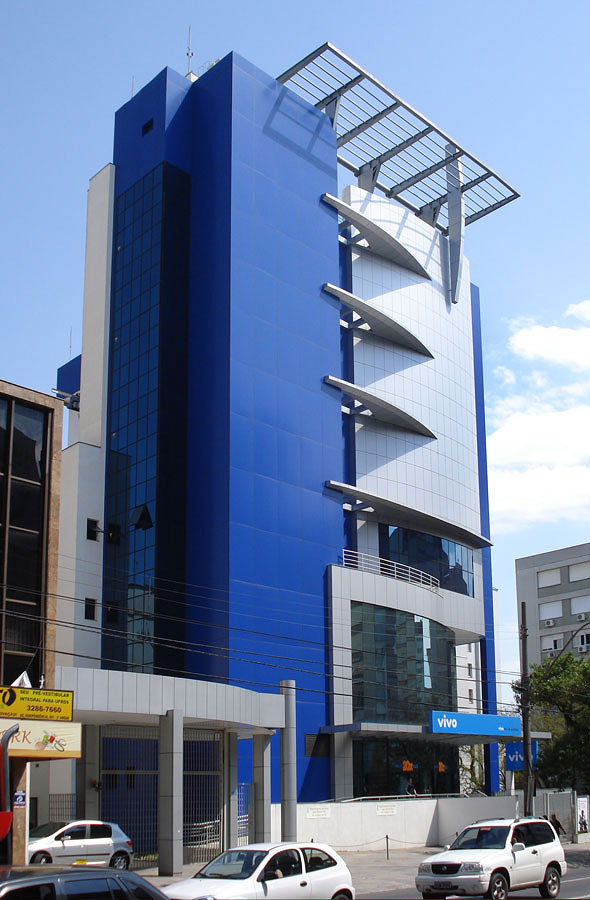
Sede da empresa telefônica Vivo
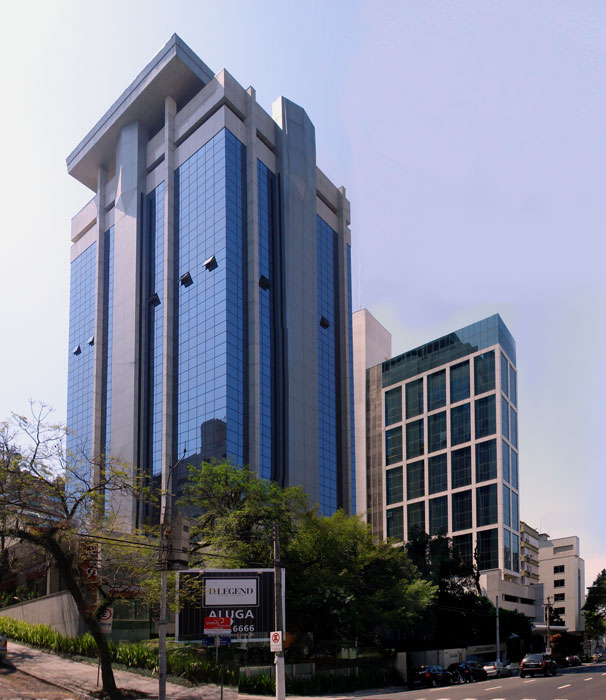
Centro Empresarial Mostardeiro
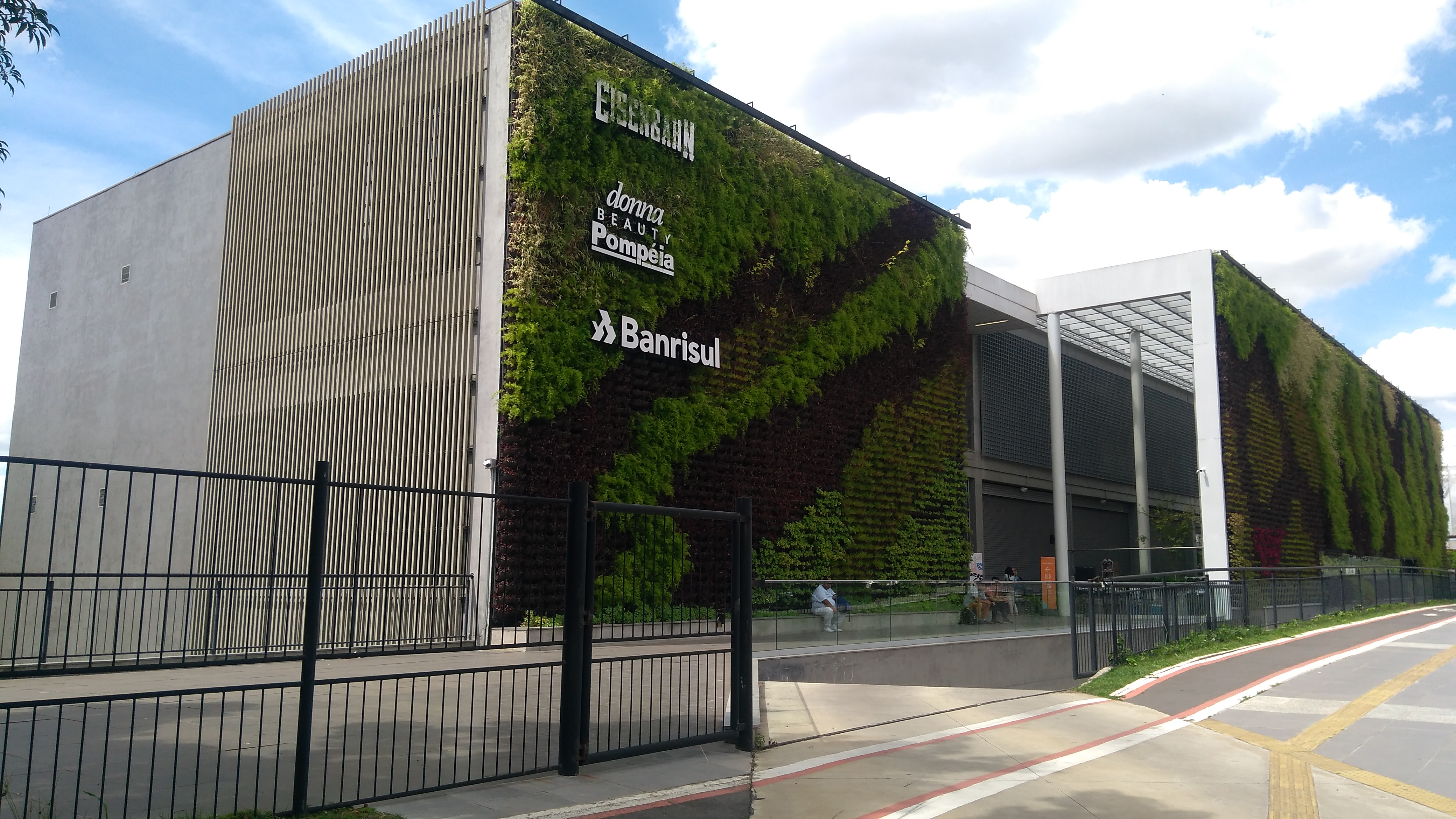
Prédio no Campus porto-alegrense da Unisinos
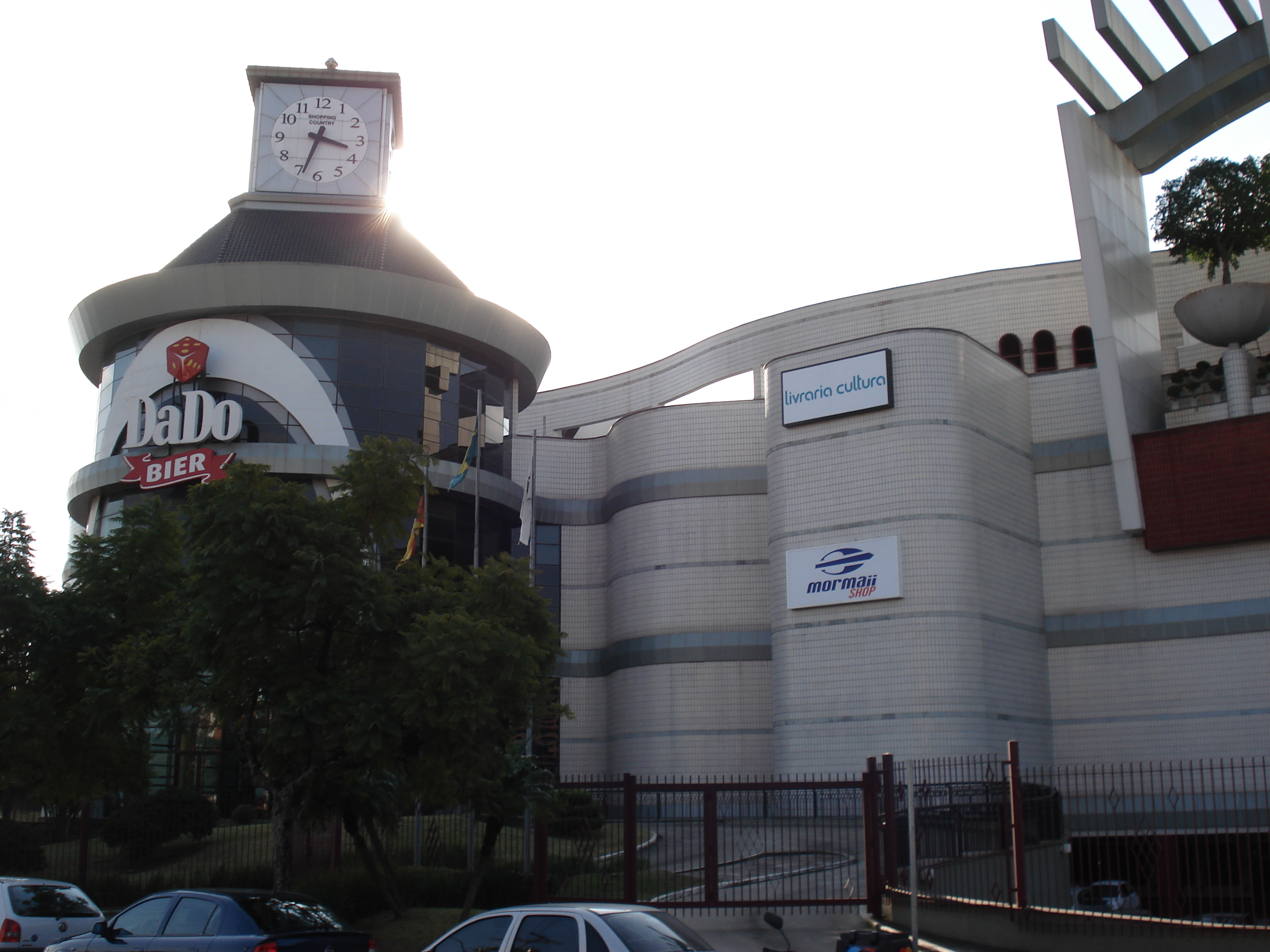
Bourbon Shopping Country

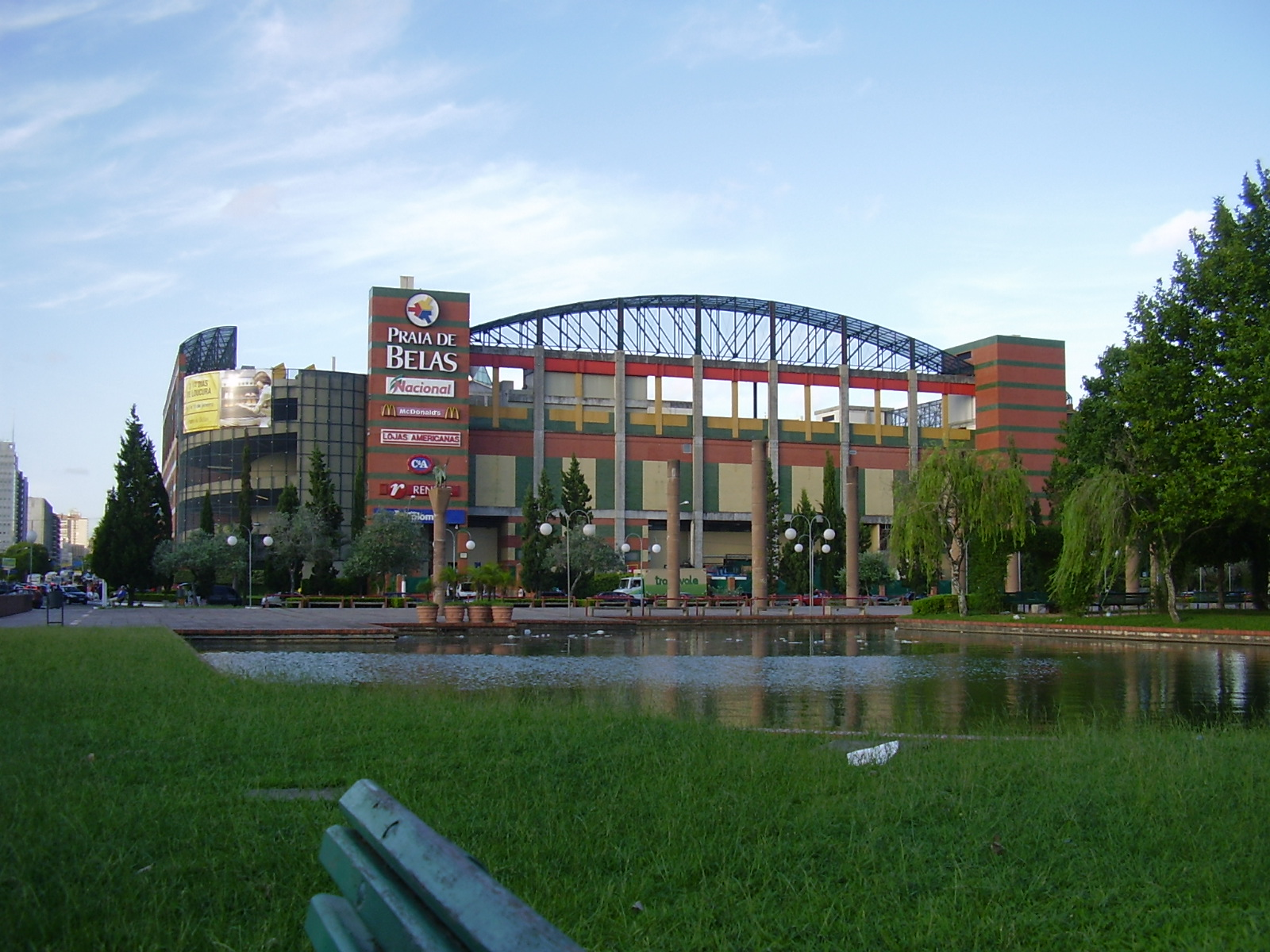
Shopping Praia de Belas
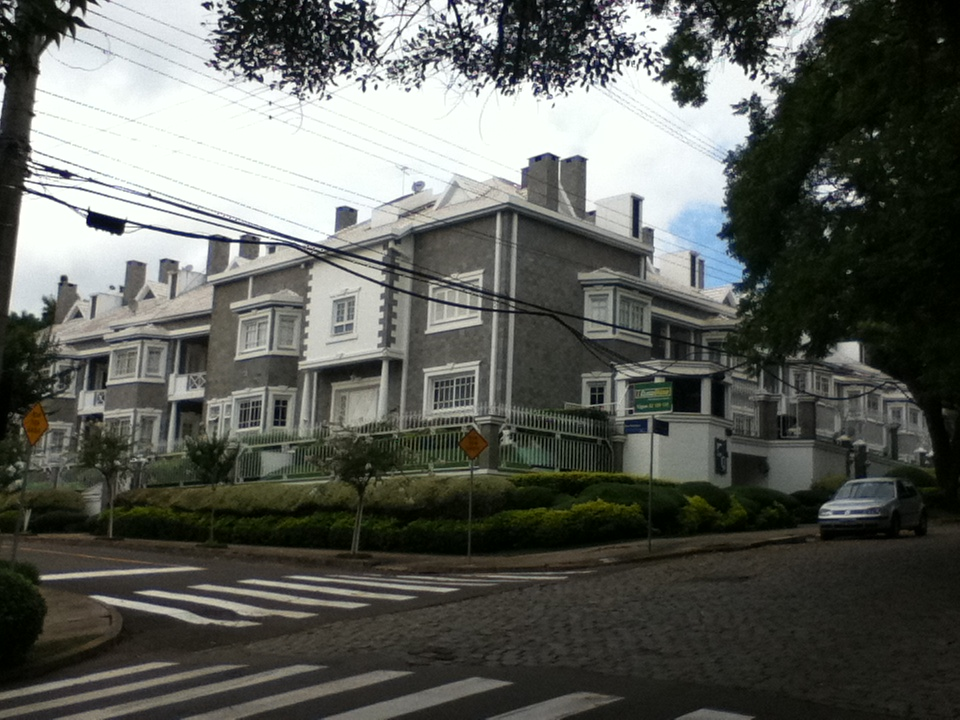
Condomínio residencial no Bairro Três Figueiras
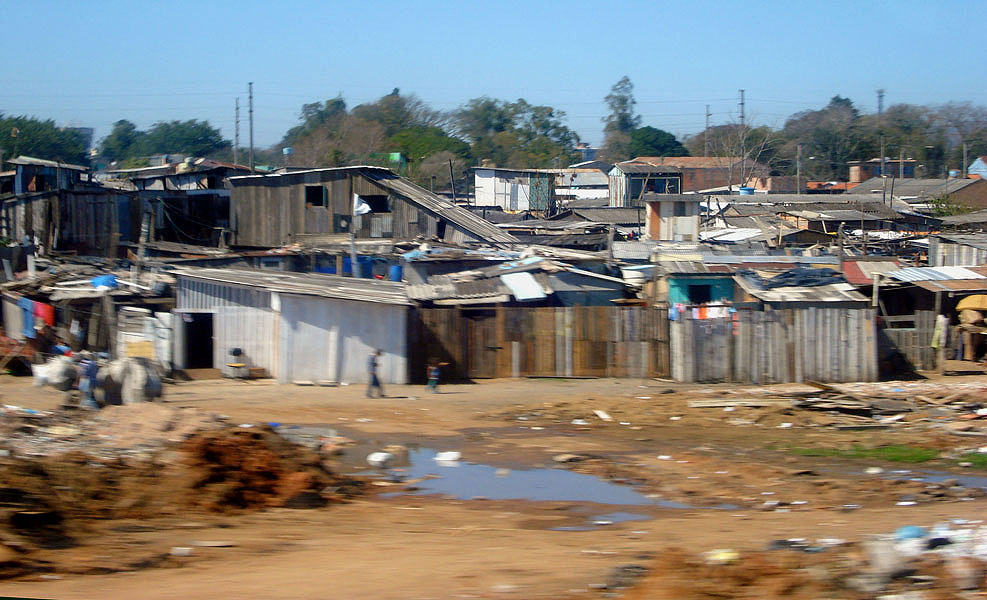
Bolsão de favela na entrada da cidade
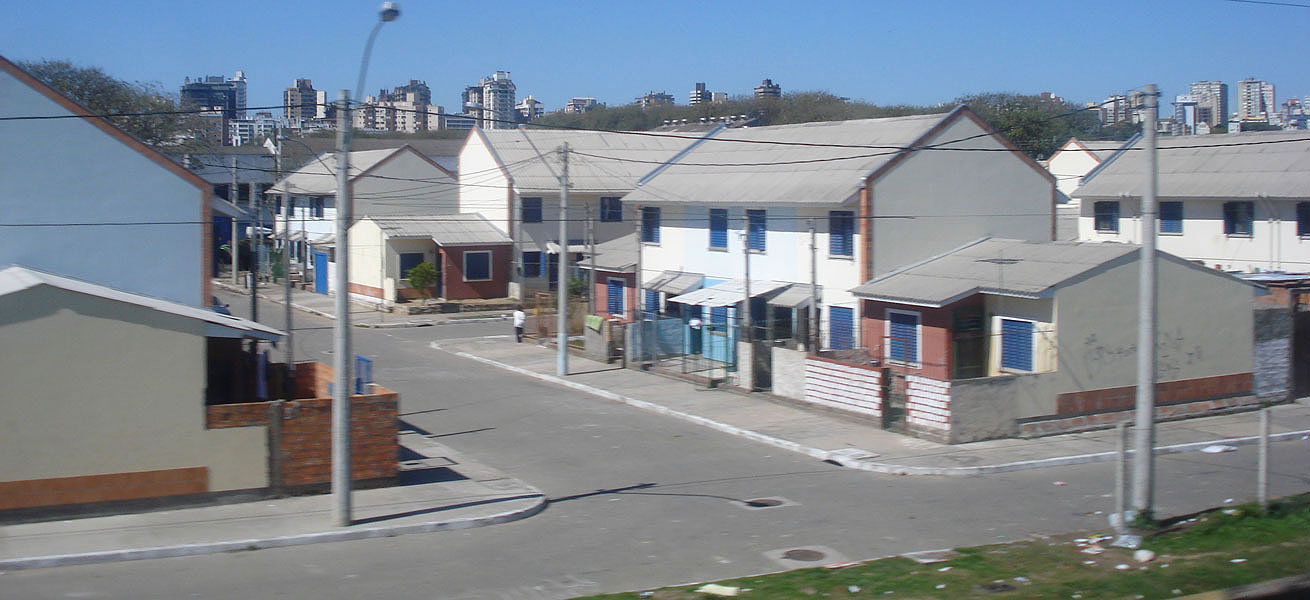
Conjunto habitacional popular da Vila dos Papeleiros